# 陳水扁
陳水扁（1950年10月12日—），暱稱阿扁（臺灣話：阿扁仔，白話字：A-píⁿ--á，臺羅：A-pínn--á，臺灣方音符號：ㄚㄅㆪˋㄚˋ），中華民國政治人物、前海商法律師，民主進步黨籍，曾任中華民國總統、民主進步黨主席、臺北市市長、立法委員、臺北市議會議員等職。
陳水扁出生於臺南縣官田鄉西庄村（今臺南市官田區東西庄里）的貧困家庭，於國立臺灣大學法律系畢業後成為律師。1979年底，在美麗島事件發生後，陳水扁加入了辯護律師團，成為其投身政壇的契機。1981年，他首度參與臺北市議會議員選舉即當選。1986年，他為共同成立民主進步黨的初始黨員，兼任中常委及中執委兩項黨職。1990年，他在增額立法委員選舉中當選為臺北市立法委員，開啟了兩屆的國會生涯。
1994年12月，陳水扁在臺北市長選舉中當選，因而辭任立委轉任市長。在任四年臺北市長期間，陳水扁的政績豐碩，包括促進社會政策革新、推動交通建設、取締交通違規、拆除違章建築、掃蕩特種行業等，並承接當時的臺北捷運，令首條路線在任內通車。此外，臺灣首個以BOT模式發展的項目台北101，亦是在陳水扁任內促成。陳水扁任內亦一改公務員的官僚風氣，曾突擊檢查市政府內各辦公室以警戒失職的下屬，並改變了舊有「政府為衙門」的觀念，公共行政服務變得親民。1998年，陳水扁以高達8成的市民滿意度爭取連任，但最後以45.91%的得票率連任失敗，由馬英九接任下屆臺北市長。

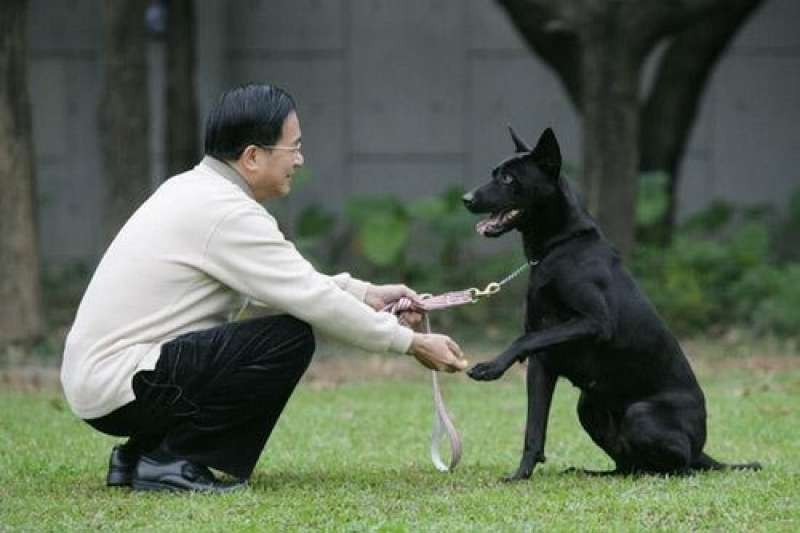
時任總統陳水扁與其飼養的台灣犬「勇哥」於中華民國總統官邸

陳水扁在2000年中華民國總統選舉，以39.3%得票率當選為中華民國自1948年行憲後首次政黨輪替的直接民選總統，结束中國國民黨在台灣55年的長期執政，並於就職演說上提出四不一沒有；2004年中華民國總統選舉，他取得50.11%的得票率，以0.22%差距獲得連任。任內推動一邊一國、台灣正名運動以及台灣入聯運動，在經貿方面則採用「南向政策」的經貿架構。
卸任總統後由於涉及龍潭購地案而被判刑20年，三審定讞發監執行，2015年1月5日核准暫時出獄，保外就醫至今。2019年11月，一邊一國行動黨公佈2020年中華民國立法委員選舉不分區立委，陳水扁列為第6順位；中央選舉委員會表示依《選罷法》刑期未執行結束前不得登記為候選人，且曾犯貪污罪定讞者亦不得登記。2020年1月12日，因其支持的一邊一國行動黨政黨票失利而宣布退出政壇。

## 早年生活

### 家庭背景
經林瑤棋調查，陳水扁父系先祖來自大清福建省漳州府詔安縣三都的長田保磁窯村，屬於福佬人，曾因開基祖陳烏被他人誤以為是陳鳥，而一度被誤認為是客家人。
陳水扁生於臺南縣官田鄉西村（今臺南市官田區東西庄里）。父親陳松根，母親李慎，陳水扁為長子，下有1弟2妹。陳水扁本來要取名為「陳水遍」，是陳父拜託麻豆保濟寺的定妙師父取的，後來登記戶籍時，戶政人員誤記為「扁」字，於是便將錯就錯下來。陳父當佃農和長工為生，乃當時的三級貧戶，由於當時營養不足，一般小孩出生後一段時間才報戶口，以避免夭折之後還需要申報「除戶」，故陳水扁的身分證登記出生日期為「民國40(1951)年2月18日」。
大學期間，陳水扁在某次旅北同學會中和曾文初中小他一屆的學妹——就讀國立中興大學法商學院地政學系（今國立臺北大學不動產與城鄉環境學系）的吳淑珍認識，其後相戀。然而吳淑珍出身醫師家庭，和陳水扁的出身有很大的差距，1975年2月，陳水扁和吳淑珍結婚。1976年成立華夏海事商務法律事務所，業績蒸蒸日上，經濟情況大有改善，並曾為長榮海運擔任法律顧問。1976年8月，女兒陳幸妤出生。1979年1月，兒子陳致中誕生。
- 認養家扶中心義子吳岳庭[18]。
- 2011年12月31日陳水扁的岳母吳王霞因心臟衰竭過世[19][20]，當時扁奔喪過程中披孝服，爬行進入靈堂，後親自唸祭文，都引起媒體大肆報導[21]。
- 家系圖：

|        |        |        |        | 吳崑池 | 吳崑池 | 吳崑池 | 吳崑池 | 吳崑池 | 吳崑池 |      |      | 王霞   | 王霞   | 王霞   | 王霞   | 王霞   | 王霞   |      |      | 陳松根 | 陳松根 | 陳松根 | 陳松根 | 陳松根 | 陳松根 |      |      | 李慎   | 李慎   | 李慎   | 李慎   | 李慎   | 李慎   |  |  |  |  |
|        |        |        |        | 吳崑池 | 吳崑池 | 吳崑池 | 吳崑池 | 吳崑池 | 吳崑池 |      |      | 王霞   | 王霞   | 王霞   | 王霞   | 王霞   | 王霞   |      |      | 陳松根 | 陳松根 | 陳松根 | 陳松根 | 陳松根 | 陳松根 |      |      | 李慎   | 李慎   | 李慎   | 李慎   | 李慎   | 李慎   |  |  |  |  |
|        |        |        |        |        |        |        |        |        |        |      |      |        |        |        |        |        |        |      |      |        |        |        |        |        |        |      |      |        |        |        |        |        |        |  |  |  |  |
|        |        |        |        |        |        |        |        |        |        |      |      |        |        |        |        |        |        |      |      |        |        |        |        |        |        |      |      |        |        |        |        |        |        |  |  |  |  |
|        |        |        |        | 吳景茂 | 吳景茂 | 吳景茂 | 吳景茂 | 吳景茂 | 吳景茂 |      |      | 吳淑珍 | 吳淑珍 | 吳淑珍 | 吳淑珍 | 吳淑珍 | 吳淑珍 |      |      | 陳水扁 | 陳水扁 | 陳水扁 | 陳水扁 | 陳水扁 | 陳水扁 |      |      | 陳文狩 | 陳文狩 | 陳文狩 | 陳文狩 | 陳文狩 | 陳文狩 |  |  |  |  |
|        |        |        |        | 吳景茂 | 吳景茂 | 吳景茂 | 吳景茂 | 吳景茂 | 吳景茂 |      |      | 吳淑珍 | 吳淑珍 | 吳淑珍 | 吳淑珍 | 吳淑珍 | 吳淑珍 |      |      | 陳水扁 | 陳水扁 | 陳水扁 | 陳水扁 | 陳水扁 | 陳水扁 |      |      | 陳文狩 | 陳文狩 | 陳文狩 | 陳文狩 | 陳文狩 | 陳文狩 |  |  |  |  |
|        |        |        |        |        |        |        |        |        |        |      |      |        |        |        |        |        |        |      |      |        |        |        |        |        |        |      |      |        |        |        |        |        |        |  |  |  |  |
|        |        |        |        |        |        |        |        |        |        |      |      |        |        |        |        |        |        |      |      |        |        |        |        |        |        |      |      |        |        |        |        |        |        |  |  |  |  |
|        |        |        |        | 趙建銘 | 趙建銘 | 趙建銘 | 趙建銘 | 趙建銘 | 趙建銘 |      |      | 陳幸妤 | 陳幸妤 | 陳幸妤 | 陳幸妤 | 陳幸妤 | 陳幸妤 |      |      | 陳致中 | 陳致中 | 陳致中 | 陳致中 | 陳致中 | 陳致中 |      |      | 黃睿靚 | 黃睿靚 | 黃睿靚 | 黃睿靚 | 黃睿靚 | 黃睿靚 |  |  |  |  |
|        |        |        |        | 趙建銘 | 趙建銘 | 趙建銘 | 趙建銘 | 趙建銘 | 趙建銘 |      |      | 陳幸妤 | 陳幸妤 | 陳幸妤 | 陳幸妤 | 陳幸妤 | 陳幸妤 |      |      | 陳致中 | 陳致中 | 陳致中 | 陳致中 | 陳致中 | 陳致中 |      |      | 黃睿靚 | 黃睿靚 | 黃睿靚 | 黃睿靚 | 黃睿靚 | 黃睿靚 |  |  |  |  |
|        |        |        |        |        |        |        |        |        |        |      |      |        |        |        |        |        |        |      |      |        |        |        |        |        |        |      |      |        |        |        |        |        |        |  |  |  |  |
|        |        |        |        |        |        |        |        |        |        |      |      |        |        |        |        |        |        |      |      |        |        |        |        |        |        |      |      |        |        |        |        |        |        |  |  |  |  |
| 趙翊安 | 趙翊安 | 趙翊安 | 趙翊安 | 趙翊安 | 趙翊安 |        |        | 次子   | 次子   | 次子 | 次子 | 次子   | 次子   |        |        | 三子   | 三子   | 三子 | 三子 | 三子   | 三子   |        |        | 女兒   | 女兒   | 女兒 | 女兒 | 女兒   | 女兒   |        |        |        |        |  |  |  |  |

### 中小學時期
1963年，考入曾文中學初中部，初二時（1965年11月）代表台南縣參加台灣省全省作文比賽，獲得初中組第二名。1966年，國中畢業後，免試直升曾文中學高中部，但一年後即因「省辦高中、縣辦國中」政策，曾文中學高中部停辦，於1967年9月轉學至省立臺南第一高級中學（今國立臺南第一高級中學）。

### 大學時期
1969年自省立臺南一中畢業後，同年的大學聯考，陳水扁考入國立臺灣大學商學系工商管理組，隨後到成功嶺營區接受8個星期的大專生軍訓教育，1969年9月到臺灣大學就學，新生註冊的同時加入中國國民黨。
在年底舉行的第一屆中央民意代表增額選舉中，陳水扁在臺北市松山區麥帥橋下聽到著名黨外運動份子，人稱信介仙之名的黃信介正計劃參選立法委員的政見演講，深深為之著迷，遂自覺所學與志趣不符，不久休學，棄商從法。
1970年重考大學聯考時，考入國立臺灣大學法律系司法組。大學時代陸續申請到水泥公司、農會、中國佛教協會、獅子會台灣分會、國民黨等各種獎助學金。
1973年，大三時陳水扁考中律師高考（該年1459人報考，錄取10名），1974年6月畢業，因在大學時已參加兩個月的成功嶺大專生集訓，但後來在體位正式檢查前發現陳水扁天生的右手手肘外彎過大，免服兵役。

## 從政資歷

### 從政初期
1979年底的美麗島事件是陳水扁踏入台灣政壇的源起。為美麗島事件被告延攬律師的張德銘找上陳水扁，希望陳水扁能挺身出面辯護。由於當時臺灣仍處於國民黨政府威權統治之下，政治氣氛十分緊張，所以陳水扁雖有意願但不敢冒然應允。陳水扁成為美麗島事件被告辯護律師團的一員，負責為主犯之一的黃信介辯護。美麗島事件被告的辯護律師團共有15位律師，因本案而聲名鵲起，其中多人後來都成為黨外運動的要角，甚至是民進黨的重要公職，例如張俊雄、江鵬堅、尤清、謝長廷、蘇貞昌等等，陳水扁其後也開始積極參與黨外運動。
1981年，陳水扁參選台北市議員，初試啼聲即以第二選區最高票當選，超越後來的市長競爭對手趙少康。同年12月25日，陳水扁正式就任生平的第一個公職——台北市議會議員。
1984年，陳水扁擔任由黃信介等人創辦的蓬萊島雜誌社社長，雜誌社的宗旨是「爭取百分之百的言論自由」。
1985年9月28日，陳水扁辭去臺北市議員職務，回故鄉臺南代表黨外人士競選臺南縣縣長。激烈的競選期間因腹痛而宣稱被當權的國民黨下毒，並吊著點滴躺在擔架上於政見發表會場發表演說，最終以約1萬票的差距敗於國民黨籍參選人李雅樵。敗選翌日，妻子吳淑珍在陪同謝票的行程中遭張榮財所駕駛的拼裝車撞傷，導致下半身永久癱瘓，胸部以下喪失知覺。
1986年，因國民黨籍的馮滬祥論文抄襲他人著作，當時蓬萊島雜誌用「以翻譯代替著作」等七字形容此事，陳水扁等三人被法院判刑一年，「北美洲台灣人教授協會」七名教授花了四個月時間寫出一份兩百多頁的「評鑑報告」證明確有事實根據，但上訴後只改判8個月徒刑。同年立法委員選舉，吳淑珍當選中華民國立法委員，陳水扁次年出獄後繼續律師工作，並擔任吳淑珍的國會助理。
1987年2月，加入民主進步黨並當選為中常委。

### 立法委員時期
1989年中華民國立法委員選舉，陳水扁正式當選中華民國增額立法委員，並成為民進黨黨團幹事長。1990年2月1日正式上任。
陳水扁在擔任立法委員期間，受民眾和各黨派國會助理肯定為增額立委問政績效第一名。
1990年到1991年，在參加立法院國防委員會期間，主持編撰《國防組織法》草案，期間結識李天羽等國軍高階將領，並揭露多起軍購弊案，其中包括備受關注的拉法葉軍購案。期間更與行政院長郝柏村口角，場面十分經典。
1991年，擔任立委期間並以國防委員會委員身份，有意與中國人民解放軍舉辦座談會。於7月21日到7月26日參訪北京，並在北京的中國人民革命軍事博物館及天安門廣場留影。
1992年3月，成為立法院中第一位在野黨籍的國防委員會召集委員。
1992年中華民國立法委員選舉，陳水扁連任立委成功。
1993年7月，獲美國《新聞週刊》（Newsweek）評選為「臺灣國會風雲人物」。

### 臺北市市長時期
1994年，本為官派的臺北市市長首次進行市民直選。陳水扁在民進黨內初選擊敗對手謝長廷，獲民進黨提名為臺北市長候選人，並以「快樂·希望·陳水扁」為競選主軸，並以「春天的花蕊」為競選主旋律。
陳水扁獲得包括臺大法學院李鴻禧教授在內的多位學者支持。而國民黨推出時任市長黃大洲參選，新黨則推舉趙少康參選，由於泛藍分裂，選舉結果由陳水扁以615,090票當選市長。他是第一位以在野黨身份贏得臺北市長的人。

#### 政績
作為臺北市長，陳水扁在四年市長任內的政績包括：第一條捷運路線木柵捷運通車；鐵腕實施「首都掃黃、大掃黑」等，落實市內治安（加強電子遊樂場所稽查）、公務員制度革新等。

#### 意外
1997年10月25日，陳水扁任內拔河斷臂事件，時由台北市政府新聞處策劃的大型拔河活動發生繩索繃斷的意外，數十名參加者受傷，其中2位民眾被斷開的繩索打斷左手臂 (因纏繞懸綁) ，透過媒體轉播，震驚臺灣社會。

#### 連任失利
1998年臺北市長選舉，陳水扁尋求連任，並將競選主軸定為「魄力·認真·陳水扁」，提出改革不中斷的訴求：「四年的進步，臺北不能再走回頭路」；同時也主打「有夢最美，希望相隨！」及「厝起一半，好師傅嘸通換！」（出自吳念真導演）等知名口號。而國民黨為重新贏回市長，推出原本堅稱「回到校園不會參選」的馬英九，新黨則是提名王建煊。由於1994年的選舉經驗，反對陳水扁的人士為了拉下陳，將選票集中投給馬英九，成功製造棄保效應（媒體稱「王建煊模式」：選前一日，王建煊強烈呼籲其支持者，市長選票改投馬英九，市議員選票則投給新黨候選人）。儘管陳水扁四年臺北市長任內的施政滿意度超過七成，但最終不敵復出政壇的人氣王「小馬哥」馬英九。
一般認為，國民黨及新黨的成功整合造成陳水扁落敗。陳水扁在市長敗選談話中向支持者說：「對進步團隊的無情，是偉大城市的象徵。」（引用並改寫自英國首相邱吉爾）。
2018年在民調中陳水扁為歷任最佳的民選臺北市長。

## 總統

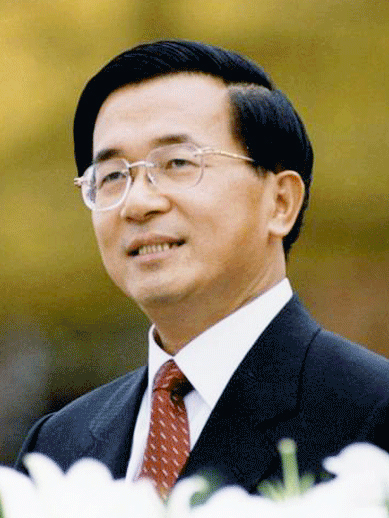
中華民國總統府官方肖像，為陳水扁於總統任內發表演說

### 第一次任期
1998年臺北市長選舉落敗之後，同年底入總統府晉見總統李登輝（時為國民黨主席），李登輝公開推薦一篇《從摩西到約書亞》的文章給陳水扁，引發輿論對「誰是李登輝的約書亞」的廣泛討論。
1999年陳水扁出訪外國進行「學習之旅」，並出版《台灣之子》自傳書為其參選2000年總統大選鋪路。但當時民進黨有所謂「四年條款」的內規，即規定黨內同志不得在四年內參選不同公職，此乃民進黨為維持有限政治資源的公平分配及避免「騎驢找馬」的投機心態所設，陳水扁由於先前已選擇參選台北市長，所以理論上已無法參加總統選舉的黨內初選，不過因為陳水扁具有高度民意，且已無身任公職，所以部份民進黨人士有意為陳水扁修改四年條款。陳水扁本人則公開籲請民進黨同志勿為其一人量身訂做規定，也口頭表態支持許信良出馬，但最終在大老黃信介等有力人士的大力支持下，民進黨通過修改四年條款使陳水扁得以解套參選。同年7月，陳水扁在民進黨黨內初選勝過許信良，獲民主進步黨提名為總統候選人，許信良稍後憤而脫黨參選。副總統候選人為時任桃園縣縣長呂秀蓮，選戰並以「年輕臺灣，活力政府」為政見主軸；「全民政府，清流共治」則是改革基調。競選主題曲是「少年臺灣」。
2000年總統大選，國民黨又一次分裂，該黨提名時任副總統連戰參選，而前臺灣省長宋楚瑜則脫黨參選（屬無黨籍的「新台灣人服務團隊」）。選舉過程中，宋楚瑜的選情原本被外界看好，但在國民黨揭發興票案，以及公布具爭議性的民調後，聲勢急轉直下；最終選舉結果陳水扁以39.3%的得票率當選總統，勝過第二名宋楚瑜的36.8%得票率，至於國民黨的連戰僅拿下23.1%、少於四分之一的選票，遠遠落後、屈居第三。選後，由於國民黨的崩盤（連戰遠低於陳宋二人），導致該黨支持者不滿，進而再分裂出宋楚瑜領導的親民黨，並在選後多次於國民黨黨部門口宣洩不滿，導致臺北市容癱瘓，附近校園學生停止上課。
陳水扁於5月20日就任第10任總統，實現中華民國首次政黨輪替及政權和平轉移，民進黨首次執政及國民黨首度在野，但在陳水扁執政的8年中，立法院多數仍是以國民黨為首的泛藍陣營。
陳水扁曾經反對黨政合一，然而就任後數度兼任民進黨主席。該提案由謝長廷提出。謝長廷完成兩年黨主席任期不久，民進黨修改黨章，陳水扁正式以總統身份兼任黨主席。在2004年5月連任總統后，2004年12月立委選舉，陳水扁未能使泛綠取得過半，辭去黨主席職務，2007年10月回任，2008年1月再度因立委選舉敗選辭職。

#### 唐飛內閣
原本希望由在大選中助陳水扁一臂之力的中央研究院院長也是諾貝爾獎得主李遠哲擔任，但李遠哲拒絕。為安定政局，安撫在立法院中佔有多數席次的在野國民黨籍立法委員、以及安撫軍方派系，所以任用有中華民國空軍四星上將（一級上將）背景的國民黨黨員唐飛擔任行政院院長。然而唐飛主張續建核四電廠的主张與民進黨政府廢核四的主張完全不同，最終唐飛於2000年10月6日被迫辭職，也結束中華民國政治史上短暫的「共治」時期。以陳水扁演說中提到過「搬開路上的大石頭」暗喻唐飛的去職。

#### 張俊雄內閣（第一次）
唐飛辭職後，由副閣揆張俊雄於2000年10月接任行政院長，民進黨在國會席次佔少數，在聯合內閣解組後開啟隨後長達七年半少數政府執政的局面。
其後，在停止興建核四問題中，陳水扁總統堅持停建核四。當時的國民黨主席連戰正與總統陳水扁會談（媒體稱「扁連會」），會中連戰試圖說服陳水扁續建核四；但扁連會結束一小時後，行政院馬上宣佈停建，導致國民黨籍與親民黨籍立法委員提案罷免總統。2001年1月15日，司法院大法官作出釋字第520號解釋文，要求行政院若欲變更國家重要政策，停止預算執行，則須向立法院報告，並獲立法院決議後始得停止執行。後，陳水扁讓步，宣佈續建核四。
2001年5月，陳水扁依中華民國憲法獲得采玉大勳章。
2001年12月的立委選舉，國民黨的席次因親民黨的挑戰而大幅滑落，雖然民進黨成為立法院第一大黨，但是以國民黨為首的泛藍陣營仍為多數，連同台灣團結聯盟未能取得過半，完成黨內所託任務的張俊雄遂於2002年1月末，以新國會組成為由率領內閣總辭，後總統再任命時任總統府秘書長的游錫堃接任。

#### 游錫堃內閣
2002年，游錫堃初任閣揆時，自許全體閣員應向蔣經國內閣看齊，並積極完成已經動工數年的建設（如台灣高鐵（1990年行政院核定，自1999年開始興建）、北宜雪山隧道（自1991年開始動工）、西部各縣橫向的快速公路），自詡為「戰鬥內閣」。
同年年底，發生農漁會信用部風波，曾向陳水扁三次請辭，結果被慰留。
2004年，陳水扁成功連任總統，游錫堃獲續任行政院長，並期待年底國會選舉勝利得以續任。然而由於年底國會選舉，民進黨高額提名，泛藍票源大部整合，因此泛綠陣營仍然未能過半，游錫堃辭職以示負責。

### 第二次任期

#### 競選連任
2004年3月20日舉行的中華民國第11任總統、副總統選舉，民進黨的陳呂配競選連任，並以「相信臺灣，堅持改革」（主題曲：相信臺灣）為國家政見主軸；而泛藍的國民黨與親民黨組成國親聯盟則於2003年2月14日確定由連宋搭配。
2004年3月19日，陳水扁與其競選搭檔呂秀蓮於臺南市車隊造勢遊行掃街途中，發生槍擊案，陳總統受到肚皮擦傷，而呂副總統則是膝蓋受到槍擊。三一九槍擊案曾請國際知名鑑識專家李昌鈺博士自美來臺進行鑑識，推論為一人一槍所犯，隨後的偵查依此脈絡進行。
3月20日，選舉開票結果出爐，陳呂配以0.228%之差險勝連宋，許多人認為槍擊案影響該陣營選情，使陳水扁連任成功。藍營群眾發動遊行展開抗議。期間，以親民黨籍立法委員邱毅為首的多位立委以宣傳車衝撞地檢署，造成多名員警遭到撞傷；國民黨主席連戰並在落選的群眾講話上疾呼，提出選舉無效及當選無效之訴。最終，司法體系的台灣高等法院於2004年11月4日下午4時2分正式宣判，駁回「陳水扁當選無效之訴」，連戰敗訴定讞。
對於槍擊事件的真相認定，藍綠雙方存有極大歧見，並由此埋下往後中華民國政治界的高度對立。對於此次槍擊案的偵查，美國鑑識專家李昌鈺博士抵臺協助調查證據。其鑑識報告指出，陳總統的傷口確是土製槍枝所造成，並建議相關單位以子彈追槍、以槍追人的調查方向。刑事警察局專案小組依此方向追查，但最後找不到直接證據指出「陳義雄」涉案。陳在知名藍營政論節目2100全民開講於臺南出外景時，公開批評陳水扁的執政，因而使專案小組合理推測「對政府不滿」是其犯案動機之一。並認為兇嫌畏罪自殺。

#### 謝長廷內閣
起因
游錫堃內閣於2005年1月24日總辭，游錫堃轉任總統府秘書長，由高雄市市長謝長廷組閣。
施政目標
提倡「和解共生」，自詡為「安定內閣」。
施行政策
- 行政院副院長的位置給國民黨籍江丙坤，但國民黨主席連戰拒絕批准江丙坤出任。
- 謝長廷任內，行政院大部分閣員都留任。

高捷弊案
- 2005年中，爆發高雄捷運弊案，民進黨在三合一選舉大敗，失去執政十六年的臺北縣、執政二十四年的宜蘭縣、黨外執政二十多年的嘉義市等地方執政權。民進黨主席蘇貞昌首先辭職下台，而行政院長謝長廷也在稍後向總統陳水扁請辭，事後高捷案判決無罪[54]。

#### 蘇貞昌內閣
起因
2006年1月17日，謝長廷以總預算案覆議未獲在野黨支持為由向總統請辭，陳水扁批准其辭呈。謝長廷遂於1月23日宣佈內閣總辭。1月25日，陳水扁任命前民進黨主席蘇貞昌為行政院長。
施政目標
期待「走正道、做實事」，自詡「實事內閣」。
已延續並執行之政策
1. 自1991年開始動工的雪山隧道歷時15年後在其任內（2006年6月）通車。
2. 自1999年開始興建的台灣高速鐵路在其任內（2007年1月）完工。

爭議
蘇內閣以渡過台北高雄市長選舉後，蘇貞昌宣佈參與民進黨總統提名初選，與謝、游、呂三人競逐總統提名，後來謝長廷勝出。由於競選民進黨總統提名失敗，為了方便選舉佈局，蘇貞昌於是2007年5月12日請辭，陳水扁批准其辭呈。

#### 張俊雄內閣（第二次）
起因
2007年5月，接替請辭的蘇貞昌，重新回鍋擔任行政院院長，其內閣閣員僅就蘇貞昌時期小幅更動。
2008年1月12日舉行立法委員改選，張俊雄院長於1月24日依照憲政慣例向總統「提出」內閣總辭（大法官釋字第387號），陳總統於1月29日退回總辭案，理由是「維持政局安定」，避免於四個月之內大幅更動內閣兩次（五月份新任總統就職將組新閣）。
施政目標
實為「看守內閣」。
已施行之政策
1. 進行一次修憲，國民大會改制，使立法院成為唯一的國會，席次減半，並改為單一選區兩票制。
2. 進制定公布《公民投票法》，使全國性公投與地方性公投獲得法源依據，並納入公投複決憲法修正案。
3. 終止1990年國會全面改選前缺乏民意基礎而成立的國統會與無法源依據的國統綱領。
4. 於中華民國護照封面加註「TAIWAN」。
5. 持續進行軍隊國家化。
6. 籌建國立故宮博物院嘉義院區。

### 施政方向與政绩

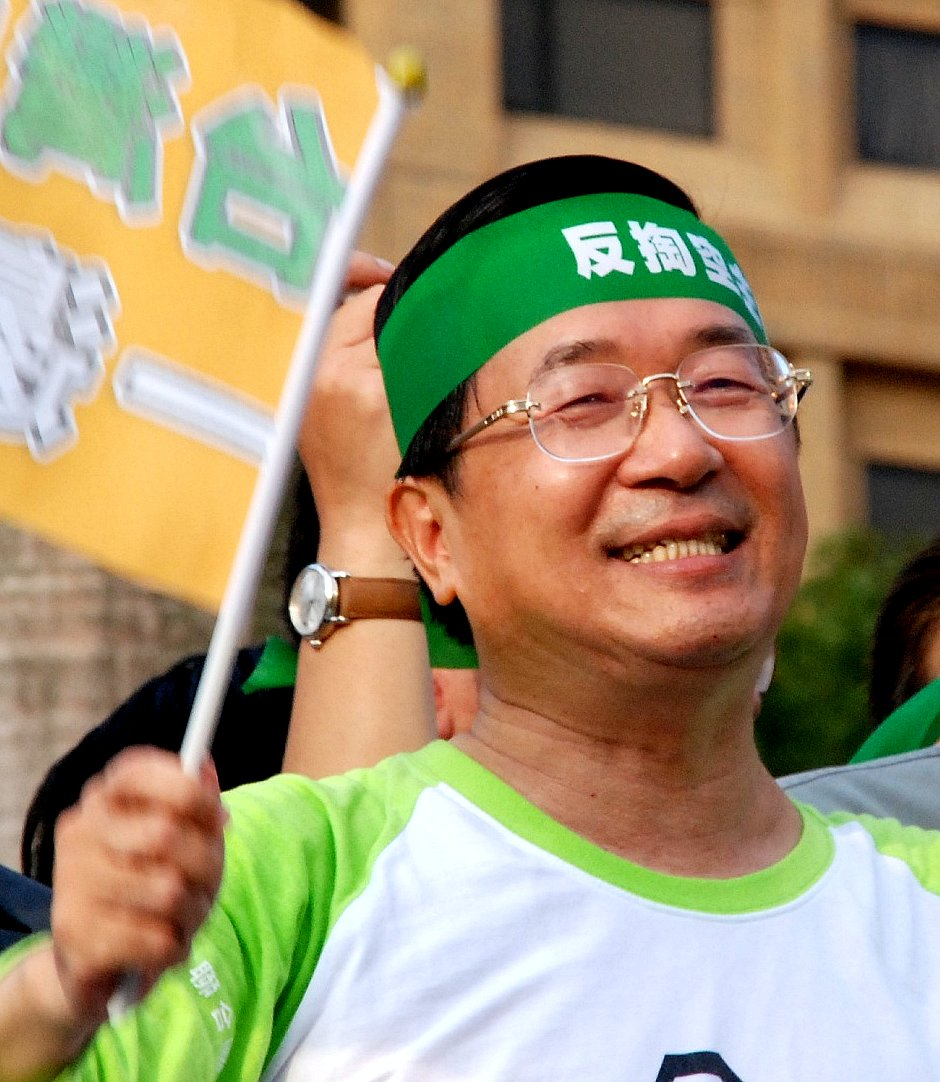
2008年參加1025反黑心顧台灣大遊行時揮舞「台灣中國、一邊一國」旗幟

#### 憲政與內政方面
陳水扁任內僅進行一次修憲，凍結國民大會，使立法院成為唯一的國會，席次減半，並改為單一選區兩票制。他制定公布《公民投票法》，使全國性公投與地方性公投獲得法源依據，並納入公投複決憲法修正案。他進一步推動軍隊國家化。後於2006年2月28日終止國統會與國統綱領，在中央政府的層級形式上放棄國家統一目標。

#### 人權保障與族群正義
設立「總統府人權諮詢委員會」，著重「人權入憲」與「人權修法」。制定通過《法律扶助法》、《兩性工作平等法》與《原住民族工作權保障法》等法律。成立原住民電視台與客家電視台、客家文化園區、客家學院等。促進母語教學，教科書增加本土史地篇幅。

#### 新聞自由
陳水扁政府就任後持續鬆綁媒體。2005年，美國「自由之家」(Freedom House) 公布〈世界各國新聞自由度調查報告〉，臺灣名列全球第35名，與日本同居亞洲第一，陳水扁表示「臺灣是個由威權走向民主的新興民主國家，二十年前，他曾為追求言論自由，被關進黑牢，服刑八個月。接任總統後，矢志捍衛百分之百新聞、言論自由，戒慎恐懼、謹慎小心，唯恐有任何差池。」2008年，臺灣在同報告中名列全球第32名，居亞洲第一，報告認為「臺灣堅守司法獨立及經濟自由，媒體市場高度競爭，因而擁有東亞最自由的媒體環境；台灣憲法明確保障言論及新聞自由，政府尊重且保障民眾知的權利。」

#### 外交及兩岸政策

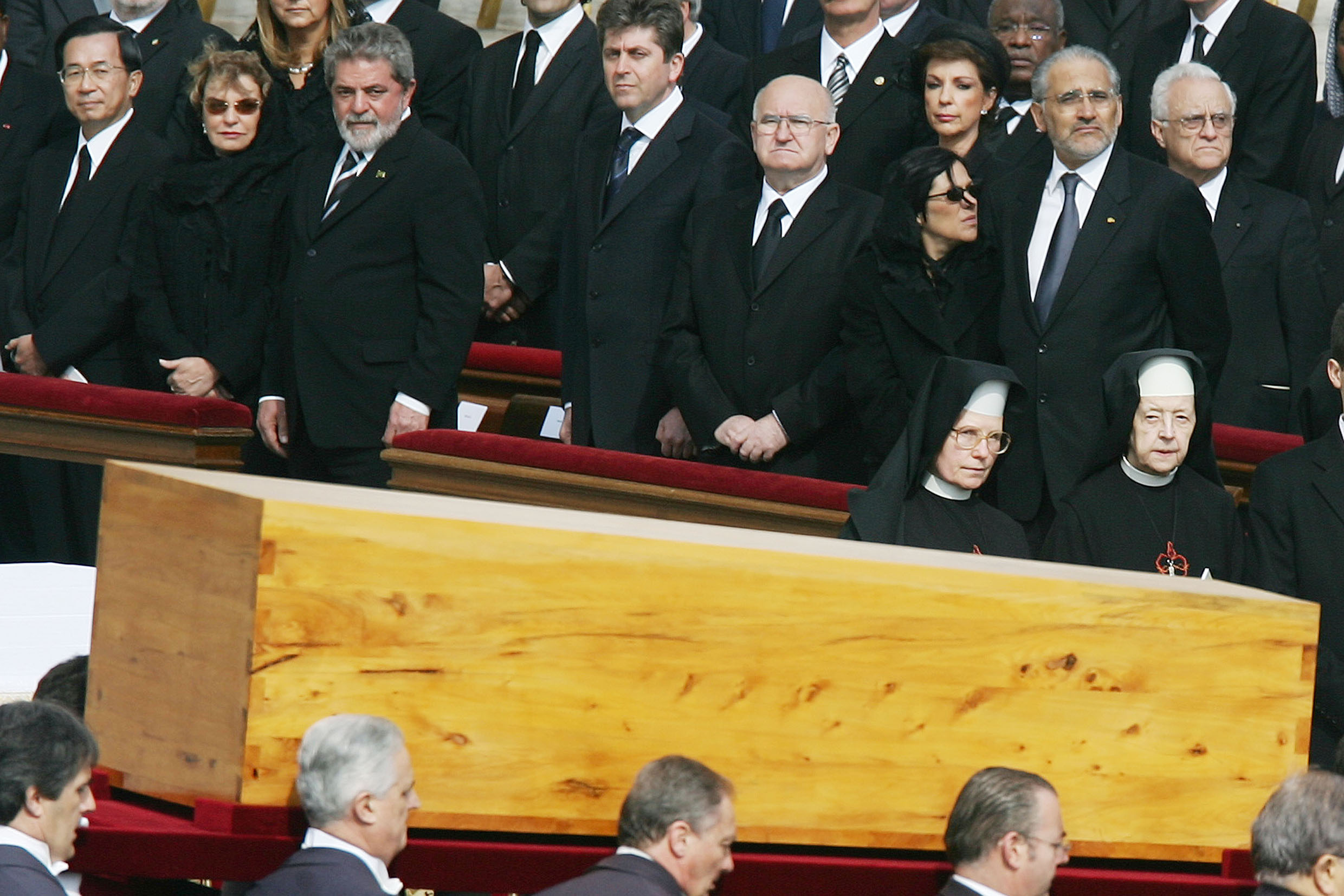
2005年陳水扁（左）出席邦交國梵蒂岡國家元首教宗若望·保祿二世辭世葬禮，陳水扁旁邊為時任巴西總統盧拉

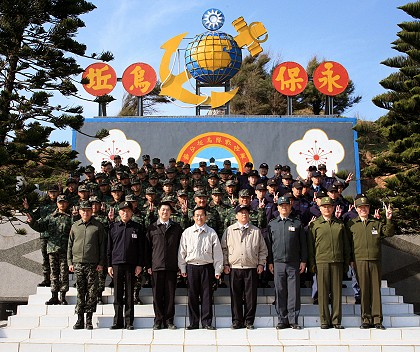
2007年前往第一前線戰地烏坵，與烏坵指揮部官兵合影留念

陳水扁總統於2000年5月20日總統就職演說中提出「四不一沒有」的承諾，暫時在一定程度上緩和中國大陸對他的疑慮，當時中華人民共和國國務院總理朱鎔基回應“四不一沒有”，大陸將對陳水扁“聽其言、觀其行”。
2002年1月1日，陳水扁同意以沒有主權意涵的臺澎金馬個別關稅領域之名稱加入世界貿易組織（WTO）。WTO的成員，除了香港、澳門就是「臺澎金馬關稅區」，不是以「國家法人主權身份」或「台灣」加入WTO的。
2002年陳水扁提出「一邊一國」論，強調台灣人民民主選舉所產生的政治實體為一主權獨立的國家，中國大陸對陳水扁提出的宣示強烈抗議。
2003年以「方便與中華人民共和國護照區分」為由，於中華民國護照封面加註「TAIWAN」。2003年9月28日，他提出2006年“催生台灣新憲法”，使台湾制宪运动完成社会运动向行政当局政策的转化。
2007年3月4日，陳水扁在出席台灣人公共事務會晚宴時，發表「四要一沒有」，即「台灣要獨立、台灣要正名、台灣要新憲、台灣要發展；沒有所謂的左右路線問題、只有獨統問題」。
當無法承受國際壓力時，也明白表示，「要改國號，要把目前國號中華民國改為台灣共和國，必須經過四分之三國會議員同意，以目前來講，支持民進黨政府的席次不到國會半數，遑論要達到四分之三，這是不可能的事情。縱使有這些想法，但是客觀的環境是做不到的。我不能夠騙自己，也不能夠騙別人，我做不到就是做不到」。
陳水扁在外交政策方面，積極與中國大陸打邦交國爭奪戰，中華民國的邦交國的數量從陳水扁上臺時的31個，減少為卸任時的25個。陳水扁執政末期，以金援外交維持邦交國，這種以國安為名機密預算的運用產生諸多弊端，在中美洲因引發多名友邦總統收受台灣非法獻金的調查案。也爆發有關金援友邦的“巴紐案”，導致外交部長黃志芳下臺，及副閣揆邱義仁接受司法調查，並遭到檢方收押。任內中華民國和马其顿、瑙鲁、利比里亚、多米尼克、格林纳达、塞内加尔、乍得、哥斯达黎加、马拉维九国終止外交關係，不過，任內亦恢復和基里巴斯、瑙鲁、圣卢西亚三国的外交關係。
陳水扁常以“過境外交”的方式，以過境美國地點的不同，美國接待規格的高低，來作為台美關係的展示，但由於陳水扁在任時期，兩岸關係的緊張及美國小布什政府不支持台獨的立場，加上中國大陸方面的壓力，造成台美關係的惡化，陳水扁的過境地點從2001年5月過境“最高級別”的地點紐約以及高規格接待，到2006年，因美國只允許過境“級別很低的”地點阿拉斯加，且沒有接待，導致陳水扁臨時決定放棄過境美國，專機繞過西半球，半途還發生飛機找不到降落地點，無法加油的混亂，最終到達南美洲，被稱為「迷航外交」。陳水扁最後一次出訪中南美洲，則根本沒有過境美國的規劃。
陳水扁推動“以臺灣名義加入聯合國”的公投案。國民黨為了杯葛這個公投案，又發動“以中華民國名義重返聯合國”的公投案，此外國民黨也對關於“加入聯合國”的公投案本身提出質疑，認為這是陳水扁“公投綁大選”的技倆，進而呼籲選民“不要領取公投票”（而非國民黨自己之提案），最終結果，民進黨的“入聯公投”，國民黨的“返聯公投”都沒有跨越50%的生效門檻，雙雙不獲通過。

#### 投資建設
兩項在陳水扁擔任總統前便已經規劃並動工的建設分別為1999年動工的台灣高速鐵路和動工於1991年的雪山隧道在其任內開通，此兩者被其支持者認為是陳水扁的重要政績，但亦有不少人認為此兩項建設在陳水扁未上任前就已規劃並且動工數年，而認為陳水扁只是割稻尾，因此不認同這兩項建設為陳水扁政績，故此兩項建設存在政績歸屬爭議。另籌建國立故宮博物院嘉義院區以平衡南北資源，以及發展臺灣各地的特色文化，如屏東縣東港的鮪魚祭、墾丁的風鈴祭、臺南白河的蓮花節等。

#### 經貿政策
在經濟議題上，雖然一些台灣民間企業界提出希望台灣與中國大陸「三通」，促進兩岸經貿交流，但他也顧慮到由於中華民國的國防安全，必須降低對中國大陸的經濟依賴度，因此認為政府不該短期內積極推動。為取代「西進政策」，陳水扁亦提出「南向」政策，並鼓勵台商到東南亞投資。在2006年的元旦演講中，陳水扁提出用「積極管理，有效開放」的中國大陸經貿政策來取代以前的「積極開放，有效管理」，當時的在野黨抨擊這是「鎖國政策」讓台灣的經濟快速衰退。
同年春節所發表之演講，表示要考慮廢除已束之高閣六年的國統綱領和國統會，並在推動以中華民國名義加入聯合國多年仍然失敗後，改以臺灣的名義加入。但在國際上，廢除國統綱領和國統會違背了他「四不一沒有」承諾中的「一沒有」條項，遭到泛藍人士的猛烈抨擊。
美國國務院則於1月30日在簡報中，主動針對陳水扁的新春談話發表聲明，重申美國對台政策「一個中國，台灣關係法和三項公報」，反對任何片面改變現狀的舉動，並表示「廢除國統綱領和國統會」如同北京的反分裂國家法也是單方面地改變現狀。2006年2月27日，在對用語進行修訂後，陳水扁總統宣佈國統會終止運作，國統綱領停止適用，中華人民共和國官方為此大力抨擊，但美國方面希望北京當局「別輕舉妄動」，同時美國方面也要求中華民國政府說清楚其國統會是否真的終止並取消其運作，之後更再三提出不希望兩岸任何一方改變其現狀而損及美國的利益。。

#### 滿意度與民調
- 陳水扁執政後期，民意調查支持度普遍低迷。在2005年陳水扁民調跌至低點，只剩34%。 [74]
- 台灣團結聯盟於2006年直接挑定100個社團對陳水扁政府進行評比（非隨機抽樣的普遍性民調），在回收的69份評比中，扁政府施政滿意度僅剩5.8%，整體評分為不及格的57.5分。[75][76]
- 對於陳水扁與馬英九兩任總統之施政表現比較，台灣太平洋發展協會理事長游盈隆教授於2014年10月所做民調顯示47.2%認為陳水扁較好，20.7%認為馬英九比較好，22.4%覺得兩者都差不多。[77]

## 選舉紀錄
| 年度 | 選舉屆數                     | 選舉區           | 所屬政黨   | 得票數    | 得票率 | 當選標記 | 備註 |
| ---- | ---------------------------- | ---------------- | ---------- | --------- | ------ | -------- | ---- |
| 1981 | 第四屆台北市議員選舉         | 台北市第二選舉區 | 無黨籍     | 24,028    | 11.29% |          |      |
| 1985 | 第十屆台南縣縣長選舉         | 台南縣           | 無黨籍     | 157,513   | 33.18% |          |      |
| 1989 | 第一屆立法委員第六次增額選舉 | 臺北市第一選舉區 | 民主進步黨 | 78,057    | 14.50% |          |      |
| 1992 | 第二屆立法委員選舉           | 臺北市第一選舉區 | 民主進步黨 | 97,376    | 16.13% |          |      |
| 1994 | 第一屆台北市市長選舉         | 台北市           | 民主進步黨 | 615,090   | 43.67% |          |      |
| 1998 | 第二屆台北市市長選舉         | 台北市           | 民主進步黨 | 688,072   | 45.91% |          |      |
| 2000 | 第十任總統選舉               | 第十任總統選舉   | 民主進步黨 | 4,977,697 | 39.30% |          |      |
| 2004 | 第十一任總統選舉             | 第十一任總統選舉 | 民主進步黨 | 6,471,970 | 50.11% |          |      |

## 退党及再入黨
2008年1月12日，2008年立法委員選舉前，民進黨喊出穩定泛綠基本盤，放眼國會五十席的口號，但選舉結果民進黨遭受創黨以來最大的慘敗，在不分區與區域立委所獲得的總席次僅27席，身兼民進黨主席的陳水扁宣佈辭去民進黨主席職務，為敗選下台。
陳水扁在2008年卸任後，受多項司法起訴，8月15日，因涉及將選舉款項匯至國外及洗錢等罪，自行聲明退出民進黨。

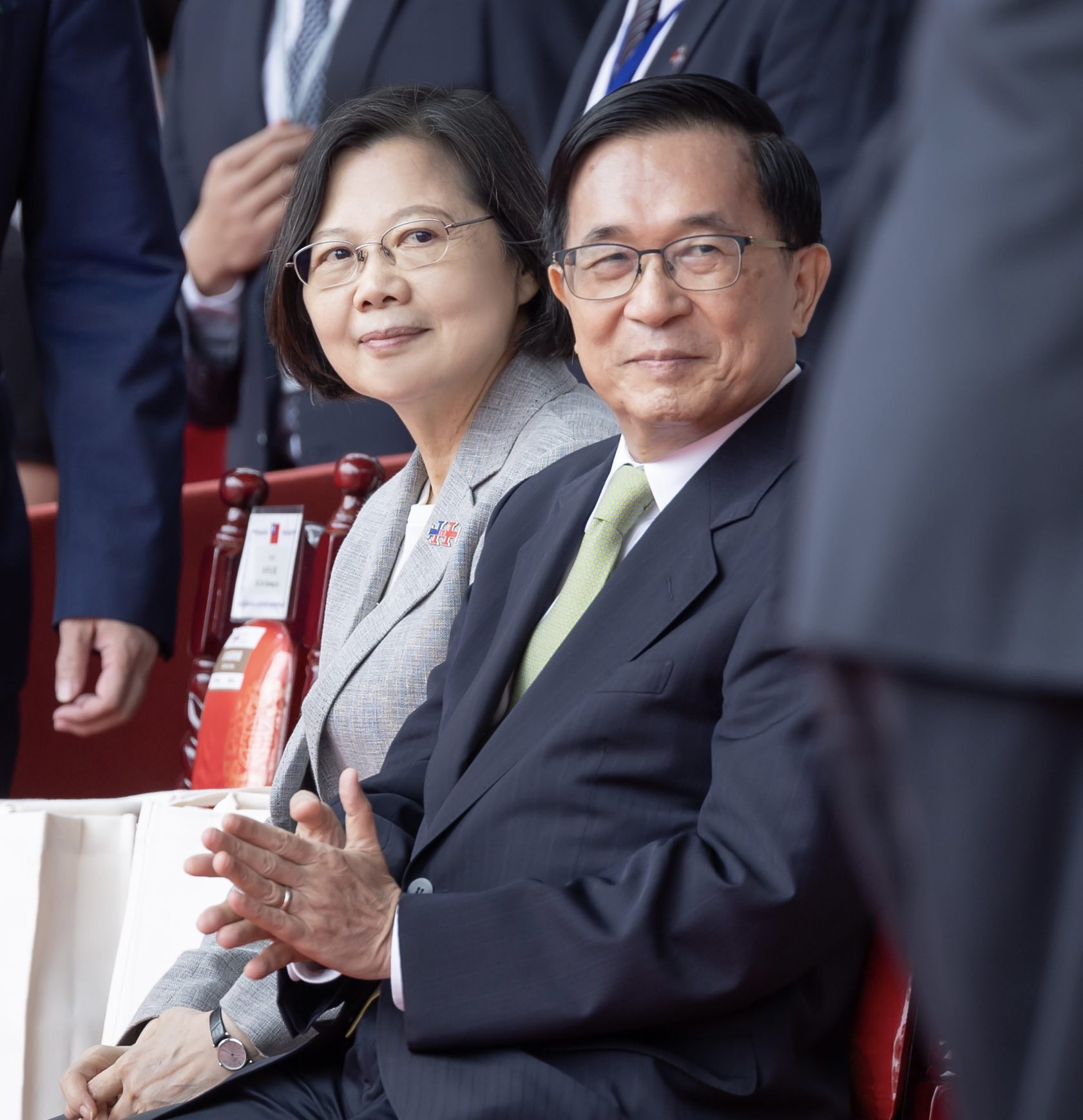
陳水扁於中華民國113年國慶大會（2024年）

2013年5月，民進黨召開全國黨代表大會，陳唐山在會中提案，認為陳水扁遭受司法迫害，希望民進黨主動恢復陳水扁黨籍，得到200位全國黨代表連署支持。因陳水扁為主動退出民進黨，五年不得重新申請入黨的期限已到，5月29日民主進步黨立法院黨團總召柯建銘，代替黨主席蘇貞昌，為人在獄中的陳水扁，提出再入黨申請，交由民進黨入黨複審小組審查。8月14日，由小組召集人管碧玲宣布，依多數決原則，同意陳水扁再度加入民進黨。

## 爭議
- 包括強力掃蕩臺北市特種行業（如公娼、電玩遊藝場等，但因部分為取締斷水電之特種行業業者為合法經營，遭業者提告訴請國賠成案）、軍公教體系通盤改革、國民黨政治人物之違章建築處理、國學大師錢穆的舊宿舍問題等。
- 扁入看守所後，法務部讓陳水扁在獄中以事前通過所方審查方式，在《台灣時報》與《壹週刊》固定投稿，台灣時報專欄壹週刊專欄。
- 2014年4月23日，正在臺中培德獄屬醫院服刑中的陳水扁親自致函位於臺北市大理街的中國時報，親筆證實在獄中尿失禁等實況，與亟欲離開的念頭。
- 2001年末，堅持以台灣名義與新加坡簽立FTA，因中華人民共和國因素而失敗收場[80]。
- 以臺灣名義委託索羅門群島向聯合國秘書處申請加入聯合國，申請被駁回。
- 任內多次宣示，『不惜動搖國本，也要將拉法葉案查辦到底』，當時承辦拉法葉案的檢察總長盧仁發，於陳水扁卸任後被追究政治責任[81]。最終無疾而終。
- 陳水扁非常重視漢光演習，鼓勵國軍多嘗試各種飛彈實彈射擊。但因國軍的實彈射擊命中率不高，參謀總長霍守業宣布漢光演習不再實施實彈射擊。

### 爭議案件發展
2006年8月12日起，由已退出民主進步黨的前主席施明德於台灣發起百萬人民反貪倒扁運動訴求：要求總統陳水扁應為國務機要費案、其親信及家人相關的諸多弊案負責，並主動下台。
2006年11月9日晚，李遠哲發表公開信建議陳水扁“慎重考慮去留問題”。
隨著越來越多證據的揭露及2008年8月14日國民黨籍立法委員洪秀柱舉行記者會，出示駐瑞士代表劉寬平轉寄的瑞士檢方存證信函，揭發陳水扁家庭密帳案。，陳水扁迫於壓力，在2008年8月14日召開記者招待會承認:「我做了法律不允許的事。」
2008年陳水扁在卸任前多次表示，卸任後將成為終身的臺灣志工；並且在卸任當天依約排定許多的志工行程。不過他在卸任總統職務一小時後（當天上午10點），就因國務機要費案遭到檢調機關偵辦。此後陳水扁官司纏身，先後因「柔性政變」誹謗案、雷學明案而出庭應詢。
2008年8月13日，《壹週刊》刊載陳水扁藉由兒媳黃睿靚將鉅款匯到美國，但陳水扁隨即透過律師出面否認，並聲稱陳家財產早已經信託，不可能匯出國外。
2008年8月14日，國民黨立法委員洪秀柱舉行記者會，揭露黃睿靚在瑞士以其個人與公司名義所成立的4個帳戶，因有洗錢嫌疑而遭瑞士聯邦檢察署凍結，並主動致函台灣請求司法協助。同日下午，陳水扁召開記者會道歉，並辯稱他於2008年年初才首次得知其歷來的選舉剩餘款並未誠實申報，而且其妻吳淑珍暗中將他自1996年起共4次的選舉結餘款匯往海外帳戶。
2008年11月11日，特偵組以國務機要費貪汙被告身份傳訊陳水扁，在五小時偵訊後，向台北地院聲請羈押陳水扁。
2008年11月12日清晨7點，特偵組收押陳水扁，陳水扁從聲押到收押的事件，在檢方的調查下，陸續追出有貪瀆嫌疑的數案，其資金來源與官商授受關係也一一曝光，但陳水扁一家堅稱所有資金皆是政治獻金，並非貪污，迄今仍在法院審理中。收押至今曾三度絕食抗議。阿扁被羈押期間，其委任律師必須在檢察官監視下會面，蔡守訓法官亦無給其委任律師閱卷時間，其委任鄭文龍律師亦曾對此提出抗議。
2009年9月11日，國務機要費案一審宣判，陳水扁被蔡守訓法官判無期徒刑，併科新台幣二億元罰金，同時褫奪公權終身。其中國務機要費的部分被分作四案宣判，無期徒刑即為其一之判決結果。
2010年7月15日，美國政府以特偵組檢察官所送國務機要費判決書向美國法院提起訴訟，尋求沒收陳水扁夫婦涉嫌以賄款購買的2棟房產。2013年4月26日自由時報載，前總統陳水扁兒子陳致中在紐約曼哈頓的公寓，去年十月因不法洗錢被美國政府沒收，美國政府依洗錢法拍賣，最後由來自長島的華裔曾曼玲夫婦以一百五十萬美元（約四千四百六十萬台幣）拍下成交。
2011年8月26日，台灣高等法院更一審改判處陳水扁有期徒刑2年8月，併科300萬元罰金，國務費貪污部份改判無罪。
2014年8月6日，對於《壹週刊》所稱的透過空軍一號運送到帛琉洗錢新台幣約14億元再匯至美國，偵辦5年多後，特偵組宣佈查無不法實據，全案簽結。

### 司法疑慮
- 「大案併小案」，裁決不必羈押的周占春審判長中途遭撤換，改由打扁英雄蔡守訓接手審理。併案五天後，即由蔡守訓裁決羈押。[91](法院案件審理實務上，後案併入前案，為常規。主要是避免同一案件，前後判決不一。本件案子，因為蔡守訓法官已經在審理，為避免同一案件出現不同判決，所以後立案的卷宗併入前案一併審理。)
- 審判前持續羈押逾九個月，全程錄音監聽律師與被告之晤談，遭質疑為「押人取供」[92][93]。
- 2013年3月26日，辜仲諒咬扁家的證詞都是特偵組檢察官越方如以「條件交換」教唆的不實陳述，不具證據能力[94]。
- 司法程序上的行政干預，導致馬英九的博士論文指導教授、法學專家孔傑榮數度撰文質疑審判的公正性。[95]不過孔傑榮也表示，扁及家人犯法，應該受到法律制裁，但司法程序必須公平，方能令人服氣。他說，扁如果提出「絕不逃亡」等保證，法官應同意解除羈押，讓扁好好為自己辯護。孔傑榮說，關在看守所中準備應訴，「就像一隻手臂被綁在背後去與人格鬥，是很困難的。[96]」
- 除了台灣媒體關注的孔傑榮，多位海外熟悉台灣事務的重量級專家學者皆表達對台灣司法體系相當的憂慮，但未如孔傑榮一般直接對審判內容做評價[97]。

### 審判結果
法院延押歷程：
- 2009年台北地方法院於3月3日、5月11日、7月13日三度裁定延押。
- 2009年9月24日，於台灣高等法院第四度裁定延押。
- 2009年10月8日，陳水扁委任律師團提出抗告成功，再度召開羈押庭。
- 2009年10月9日，於台灣高等法院凌晨00:15分再度裁定第五度延押。
- 2009年12月17日，高院裁定陳水扁第六度延押。
- 2010年2月8日，二次金改起訴後，高院第七度裁定陳水扁延押。
- 2010年4月16日，二審辯論終結後，高院第八度裁定陳水扁延押。
- 2010年6月18日，高院第九度裁定陳水扁延押。
- 2010年7月19日，高院將全案移審至最高法院，高院並召開移審羈押庭，裁定將陳水扁再延押3個月。

國務機要費案 (更二審臺灣高等法院審理中)：
- 2008年11月12日，卸任總統職務後，被台北地方法院以涉嫌國務機要費案、洗錢等重罪為由收押禁見，成為中華民國史上首位遭收押的卸任總統[99][100]。
- 2009年9月11日，台北地方法院一審判處無期徒刑，併科新台幣2億元罰金，同時褫奪公權終身。[101]
- 2010年6月11日，台灣高等法院二審改判處有期徒刑20年，褫奪公權10年，併科1.7億元罰金。[102]。
- 2010年11月11日，國務費及南港展覽館案則均撤銷發回更審。[103]
- 2011年8月26日，國務費貪污部份改判無罪。
- 2012年7月26日，最高法院判處陳水扁國務費貪污部份及國務費洗錢部份均撤銷發回更審，最高院撤銷扁珍無罪。[104]

(三審：最高法院101年度台上字第3895號判決發回更審。)
- 2022年7月15日，臺灣高等法院更二審以適用《會計法》修法除罪規定為由[105]，判定陳水扁、吳淑珍與馬永成等幕僚免訴[106]。

機密外交款案 (無罪定讞)：
- 檢方控告陳水扁，指控阿扁在2000年8月至2006年9月間，前後11次趁外交出訪，貪污33萬美元，並匯給當時在留學的陳致中使用。法院一、二審均以檢方證據不足為由，判決陳水扁無罪。檢方上訴最高法院，最高法院於2011年4月28日駁回上訴。[107]

海外洗錢案(全案簽結)：
- 《壹週刊》在98年間報導，指前總統陳水扁在95年9月出訪帛琉期間，疑以空軍一號專機載美金4000萬元，折合新台幣約14億元，存入帛琉銀行帳戶後，再分批匯至美國，涉及洗錢，特偵組偵辦5年多後，查無不法實據，2014年8月6日將全案簽結。[108]

海外洗錢案(美國判決結果)：
- 美國司法院於2016年7月7日發布新聞稿指出：「第一家庭使用香港與瑞士的銀行帳戶、空殼公司及一間聖克里斯多福及尼維斯的信託，將賄賂所得轉買位於維吉尼亞州凱斯威克（Keswick）以及紐約的房產」。此外，2012年10月，維吉尼亞州地方法院及紐約地方法院在房產的登記所有人未反對情況下，裁定沒收這兩處房產；美國將拍賣房產獲得約150萬美元收益交還台灣。[109]

洗錢案(三審確定徒刑併科罰金)
- 三審確定：龍潭購地案洗錢部分：陳水扁、吳淑珍各處徒刑2年，併科罰金新臺幣300萬元；郭銓慶徒刑4月，減為2月；蔡銘哲徒刑1年，減為6月。(最高法院101年度台上字第3895號判決。 (101年7月26日))[98]

收受辜仲諒賄賂案洗錢部分：陳水扁、吳淑珍、陳鎮慧、蔡銘哲、郭銓慶均無罪。
撤銷發回：龍潭購地案洗錢(陳致中、黃睿靚部分)、國務機要費案洗錢部分、南港展覽館案洗錢部分。＜更二審臺灣高等法院審理中＞
龍潭購地弊案(三審確定徒刑併科罰金)
- 三審確定：陳水扁、吳淑珍各處徒刑11年，併科罰金新臺幣1億5千萬元；李界木徒刑3年6月；蔡銘哲徒刑1年4月，減為8月，緩刑3年。(最高法院99年度台上字第7078號判決。（99年11月11日）)[98]

南港展覽館案(三審定讞有期徒刑併科罰金)
- 三審定讞：吳淑珍處有期徒刑9年，併科罰金新臺幣2,000萬元。(最高法院101年度台上字第3895號判決 。(101年7月26日))[98]

陳敏薰買官案(三審定讞有期徒刑)
- 三審定讞：陳水扁徒刑8年、吳淑珍徒刑8年、1年2月。（減為7月）(最高法院99年度台上字第7078號判決。（99年11月11日）)[98]

辜仲諒政治獻金案(三審定讞無罪)
- 三審定讞：陳水扁、吳淑珍均無罪。[98]

外交零用金案(三審定讞無罪)
- 三審：最高法院100年度台上字第2020號判決無罪定讞。(100年4月28日)[98]

二次金改案(三審定讞有期徒刑併科罰金)
- 三審定讞部分：元大併復華案：陳水扁處有期徒刑10年，併科罰金新臺幣1億元。吳淑珍處有期徒8年，併科罰金新台幣8千萬元。(最高法院101年度台上字第6482號判決。(101年12月20日))[98]

發回更審部分：國泰併世華案及洗錢案撤銷發回。<更一審臺灣高等法院審理中>
陳致中夫婦認罪聲明：
- 已將瑞士銀行陳致中名下的1700萬美金約（5.7億元台幣），匯回特偵組指定帳戶。
- 已將瑞士兩銀行陳致中名下的2100萬美金（約7億元台幣），匯回特偵組指定帳戶。
- 願意交代國泰世華銀行保管室的10多億元資金的來源。
- 其中5.4億元已匯往瑞士，1.7億元被查扣，其餘款項流向不明。陳致中雖願交代流向，但未允諾會匯回。
- 願匯回母親藏放台灣、日本友人處的款項、珠寶約6億元台幣。
- 陳致中補充說，這筆錢若被認定不是犯罪所得，願全數捐出。
- 在日本及其他國家沒有任何其他帳戶，願簽署任何文件供調查。
- 請求暫停審判，與檢方協商認罪[90]。

美國政府當局認定，陳致中位於紐約市曼哈頓的公寓與另一棟位於維吉尼亞州的住宅購屋款項都是陳水扁妻子吳淑珍的貪污所得，因此查封並拍賣，美國助理司法部長布洛爾(Lanny Breuer)發表聲明指出，將盡一切手段，剷除外國官員的貪腐。美國移民暨海關執法局局長莫頓(John Morton)也表示，調查單位將「持續搜查，並查封想利用我國隱藏非法收益和犯罪所得的外籍貪腐官員在美國的資產。」

### 侵占機密公文案
2008年9月25日，特偵組搜索陳水扁辦公室時，查扣44箱、1,300餘件資料，其中有大批總統府內敏感文件、公文；而總統府也在99年間向特偵組告發，陳水扁卸任時帶走總統府的文件。
特偵組分案後，再度搜索陳水扁辦公室和陳水扁當時被押的台北看守所舍房，查扣58箱文件，查出機密文件和非機密文件共688件，部分機密文件包含數量不等的公文、函文，即實際公文數字高達上萬件。
特偵組經長期間比對相關公文函件，多次提訊、就訊陳水扁，並根據前扁辦主任林德訓和扁辦專員供詞，認為陳水扁有可能利用總統職務隱匿公文，違反侵占公物、隱匿公務員職務上掌管文書及違反國家機密保護法等罪，於是於2012年5月21日，特偵組認定陳水扁在卸任時，由總統府拿走機密公文，依違反國家機密保護法和刑法侵占公物罪將陳水扁起訴，檢察官請求量處適當之刑。特偵組發言人陳宏達表示，由於全案屬國家機密，法院將以不公開方式審理，起訴書全文也將改以新聞稿代替。陳水扁聲稱，帶走資料的目的是為了編寫回憶錄之用，並無不法。陳水扁辦公室則聲明，公文都是於前總統任內合法取得、持有的，法律無明文規定國家元首於卸任後，必須繳回此類公文、文書。且卸任總統辦公室隸屬總統府，為公務機關，可合法持有相關卸任總統於任內合法持有之公文書。
2014年8月28日，特偵組「查無具體犯罪事證，將全案簽結」。
龍潭購地案：
- 2010年11月11日，龍潭購地案三審定讞，法院認定陳水扁夫婦收受台泥辜家3億、使政府花76億購買龍潭100公頃土地並納入科學園區。[來源請求]陳水扁及吳淑珍各判11年徒刑，併科1.5億元罰金。(99年台上字第7078號，審判長：謝俊雄)，另根據卸任總統副總統禮遇條例規定，禮遇全數撤除。
- 高等法院認為，科管局無法證明4億元被算進購地成本，且無法證明受到損失、詐騙、脅迫，所以判決科管局敗訴。

消息傳出後，陳致中今晚於臉書發文，指出竹科告的龍潭案民事官司，二審維持一審見解，阿扁勝訴。
龍潭案洗錢部份：
- 檢方認定扁家取得辜成允3億元後，透過人頭帳戶洗錢至海外。[來源請求]「三審判決定讞」：101.07.26.陳水扁有期徒刑2年、罰金3百萬元；吳淑珍有期徒刑2年、罰金3百萬元。(101年台上字第3895號、審判長：賴忠星)

二次金改案：
元大併復華案部分
- 2010年11月5日，台北地方法院判處前總統陳水扁等21名被告無罪。[113]合議庭法官在判決敘明，總統職務已非刑法解釋問題，而是牽涉憲法規定。合議庭依照憲法、大法官相關解釋，認為金融合併案，並非憲法列舉的總統權限。
- 2011年10月13日，一審時承審法官認為前總統陳水扁所涉及的二次金改弊案，其總統職權與金改無關因此判決無罪。高院做出二審宣判，認為其擔任總統期間仍具有總統職權，因此改判決前總統陳水扁18年有期徒刑，併科1.8億元罰金、妻子吳淑珍判11年，併科1.02億元罰金。[114]。
- 2012年12月20日，「最高法院判處陳水扁元大併復華案判刑10年，併科罰金新台幣1億元，禠奪公權8年」，妻子吳淑珍判刑8年，併科罰金8000萬元，褫奪公權7年。最高法院認為前總統陳水扁其擔任總統期間仍具有總統職權，因此判決有罪確定。另外，最高法院把二次金改案中的國泰併世華案，及扁、珍與扁家二代陳致中、黃睿靚被控洗錢罪部分撤銷，發回台灣高等法院更審。最高法院指出，國泰併世華案，前審判決僅推測而未說明陳水扁和國泰金控董事長蔡宏圖如何達成期約賄賂。至於扁家二代被控洗錢，原判決就洗錢金額前後認定理由互相矛盾，因此將這兩部分撤銷發回。「國泰併世華案」在此便分出[115]。

紅火案部分(此案無起訴陳水扁、吳淑珍)
- 2011年4月，台灣高等法院開庭，審理辜仲諒涉及的紅火案，辜聲請傳喚律師傅祖聲、陳明以及中信金法務長金延華出庭作證。陳明、金延華均作證，紅火公司獲利的3億元未流進扁家。[來源請求]

陳敏薰人事案：
- 2010年11月11日，陳敏薰人事案三審定讞，法院認定陳水扁夫婦收受前101董事長陳敏薰一千萬賄款，協助她爭取大華證券董座，最後因林全、辜仲瑩等人拒絕配合，以台北101董座交差。[來源請求]陳水扁、吳淑珍因此案各被判刑8年，併科罰金500萬元，同案涉及洗錢的部分，珍判1年2個月，減刑為7個月。

南港案：
- 力拓公司郭銓慶行賄吳淑珍9181萬(美金273.55萬元)，取得評選委員名單，獲得南港展覽館興建工程35億9313.5萬元標案。[來源請求]三審判決定讞：101.07.26.吳淑珍有期徒刑9年、罰金2千萬元。(101年台上字第3895號、審判長：賴忠星)

教唆偽證罪案：
- 檢方認定吳淑珍教唆子、女、女婿作偽證，將國務費私用發票說是公務支出。[來源請求]三審判決定讞：100.08.17.吳淑珍有期徒刑9個月。(100年台上字第4520號、審判長：洪文章)

以上三審定讞案件合併執行刑期
- 陳水扁有期徒刑20年、併科罰金2億5千萬元
- 吳淑珍有期徒刑20年、併科罰金2億元。
- 所有貪污金額6億181萬元沒收
- 執行罰金刑及追繳不法所得，總計10億172萬多元

### 陳水扁、吳淑珍目前暫停審判的案子
一、國務機要費案：
- 檢方認為陳水扁任內國務機要費以假發票、假犒賞清冊、公費私用貪污1億742萬元之款項。目前為更二審審理中(101年矚上重更(二)字第2號、審判長：蔡新毅)
- 一審：98.09.11.判決(97年金矚重訴字第1號、審判長：蔡守訓)扁無期徒刑、珍無期徒刑。
- 二審：99.06.11.判決(98年矚上重訴字第60號、審判長：鄧振球)扁20年、珍20年。
- 最高法院：99.11.11.發回更審。(99年台上字第7078號、審判長：謝俊雄)
- 更一審：100.08.26.判決(99年矚上重更(一)字第3號、審判長：沈宜生)扁無罪；珍無罪。
- 最高法院：101.07.26.發回更審。(101年台上字第3895號、審判長：賴忠星)

二、國泰併世華案：
- 目前更一審審理中(102年矚上重更(一)字第1號、受命法官：曾德水)
- 一審：99.11.05.判決(98年矚金重訴字第1號、審判長：周占春)扁無罪、珍無罪。
- 二審：100.10.13.判決(99年矚上重訴字第77號、審判長：張傳栗)扁10年罰金1.5億元。
- 最高法院：101.12.20.發回更審。(101年台上字第6482號、審判長：陳世雄)

三、教唆偽證罪案
- 檢方認為陳水扁教唆馬永成、林德訓於國務機要費偵查時做不實偽證。目前發回更一審審理中。
- 一審：100.07.29.判決(99年訴字第257號、審判長：李英豪)扁2個月。
- 二審：101.08.17.判決(100年矚上訴字第2號、審判長：葉騰瑞)扁無罪。
- 最高法院：101.12.13.發回更審。(101年台上字第6359號、審判長：謝俊雄)

四、洗錢案：
- 國務機要費、國泰併世華等案之洗錢罪。與國務機要費案及國泰併世華案同步發回更審。[86]

## 獄中生活與保外就醫
自2008年11月12日首度被羈押開始，以及到後來第一個有罪判決，陳水扁都一直被關在土城看守所，直到2013年4月19日移到台中監獄附設培德醫院。

### 中華民國流亡政府及美國管轄權之説
2009年，陳水扁向美國最高法院提交的證詞表示願以「中華民國流亡政府」前總統的身份出庭，指《臺灣關係法》認定他是「台灣執政當局」總統而不承認台灣或中華民國是主權獨立國家，並表示依《舊金山和約》，台灣至今應屬“主要佔領權國”美國管轄。2011年，以「前任中華民國流亡政府總統」的身分，控告美國總統歐巴馬不依據《舊金山合約》，負起對台灣的管轄權。

### 健康問題
2012年9月11日在陳水扁五度戒護就醫於桃園署立醫院醫治後送回監獄，卻在隔天緊急送往署立桃園醫院就醫。陳水扁與其家屬希望轉到馬偕醫院，由此發生法務部與馬偕醫院對於陳水扁醫療問題意見相左的風波。最後，陳水扁於台北榮總醫治，終於得到詳盡的檢查和治療。
陳水扁家屬與支持群眾堅稱其有阻塞性腦中風、口齒不清等問題，2012年9月12日再次送往署立桃園醫院檢查，結果無異常情況，也看不出口吃問題。

#### 膀胱問題疑遭灌水與就醫
立法委員賴士葆在TVBS政論節目「新聞夜總會」稱「前總統陳水扁無法排尿時，法務部長曾勇夫下令為陳水扁灌水，再監視陳水扁排尿，等發現陳水扁的確無法排尿，再將陳水扁送醫」。法務部後否認有此說法，並對委員發言表示遺憾。
2012年9月15日，衛生署桃園醫院檢查後，專科醫師診斷其因攝護腺肥大導致膀胱尿道出口狹窄，且膀胱神經控制較差。經治療後陳水扁已拔除導尿管並能自行排尿，解尿困難症狀已改善。

#### 馬偕醫院駁斥法務部
陳水扁與其家人有人希望轉送其他醫院檢查，不信任無法正確判斷定病情的署立桃園醫院，希望轉送其他醫院。其中，馬偕醫院是陳水扁希望轉送的醫院之一，但是法務部宣稱馬偕醫院有高階醫療人員向北監表示，基於場所較為擁擠及其他病人權益，希望不以該院為考量」，且該院的功能性核磁共振檢查「僅供研究使用，臨床經驗尚有不足」，所以法務部表示陳水扁無法轉送馬偕醫院。最後法務部於9月21日將陳水扁由署立桃園醫院轉送台北榮總診治。
2012年9月21日馬偕醫院發新聞稿駁斥。馬偕表示並無接獲北監諮詢有關陳水扁就醫的相關問題，並且不會、且不能拒絕任何病人的轉診。

### 台北榮總檢查醫治
2012年10月3日，台北榮總院長林芳郁在立法院表示，陳水扁患有「睡眠呼吸中止症」與「被迫害妄想症」。
2012年10月4日，台北榮總發布新聞稿表示，陳水扁有「重度憂鬱症合併焦慮及多重身體化症狀」，且已呈現慢性化。建議宜儘速轉介至精神專科，或設置有精神科之醫院。北榮發現陳水扁患有攝護腺肥大、攝護腺發炎及泌尿道感染，導致的解尿困難及尿滯留，經治療後，泌尿道感染已獲控制，但仍有暫時的急迫性尿失禁現象。陳水扁另有「重度阻塞性睡眠呼吸中止症」，每1小時停止呼吸50多次，每次超過10秒。
2012年10月5日，台北榮總表示，經腦部磁振造影檢查，發現數個非特異性皮質下白質高訊號點，經各院專家會診，認為不像中風之病灶，與此相關之可能診斷依次為高血壓併微小血管病變、重度憂鬱症、睡眠呼吸中止症、老化，以及老人痴呆等。陳水扁有結巴性語言障礙合併命名障礙，疑似精神性疾患或是退化性腦病變所導致。建議持續目前用藥與配合精神科治療並長期追蹤評估。
2012年10月，開刀治療呼吸中止症。經過鼻中膈手術後，呼吸中止的次數已從每小時50次降為20多次。2013年12月，呼吸中止次數退化到30多次。
2013年2月23日，台北榮總醫師周元華說：經磁振造影檢查發現，陳水扁的腦部萎縮不可逆轉。寫字、畫圖時會手抖。

#### 榮總建議返家治療憂鬱症
2013年2月23日，台北榮總醫師周元華表示，榮總於2012年底已提出報告給北監，認為陳水扁回到北監有困難，建議陳水扁回家，家庭支持對重度憂鬱症的治療是重要的元素。
2013年2月24日，法務部次長陳明堂表示，北榮從未正式向任何單位建議或呼籲讓阿扁回家。

### 移到台中監獄附設培德醫院
2013年4月19日，法務部將陳水扁移送到台中監獄附設培德醫院繼續監禁並治療。

#### 法務部公開陳水扁散步影帶
2013年4月22日，法務部長曾勇夫表示，陳水扁先生健康不如外界所傳嚴重，應立委之請播放陳水扁先生在台北榮總就醫時的散步運動影片，單純為證明其個人健康不如外傳。
然而就在前一天 (21日)，陽明大學醫學研究所長郭正典醫師前往培德探視陳水扁，經初步檢查，發現陳水扁的病情比在台北榮總時更糟糕，口吃愈來愈嚴重，手部抖動及雙腳無力情形亦更為糟糕，建議成立醫療團隊改善其病情。

#### 兩位美國眾議員探視

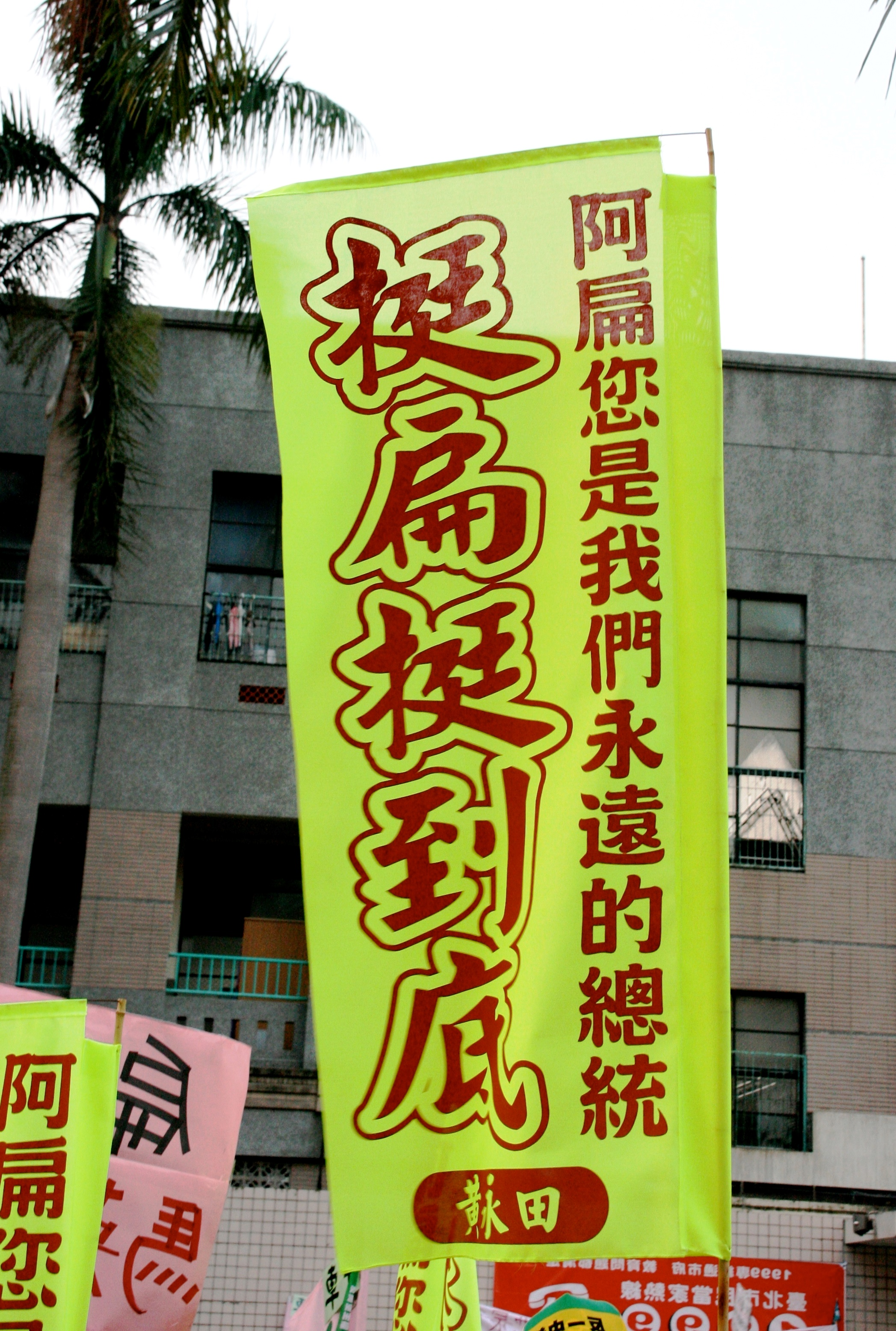
2008年1025反黑心顧臺灣大遊行上支持陳水扁的旗幟

2013年5月2日，美國聯邦眾議院外交委員會亞太小組主席暨共和黨籍議員夏波 (Steve Chabot)、美國聯邦眾議院外交委員會亞太小組民主黨首席議員法雷歐馬維加 (Eni Faleomavaega)兩人到培德醫院探視陳水扁。隔日他們與當時的民進黨主席蘇貞昌會晤時表示：
親眼見到陳前總統的健康狀況大不如前，會談過程中常有手顫抖和口吃的情形，對此表達關心。[..] 陳前總統的事件，或許不同黨派意見分歧，但陳前總統在台灣民主自由上有一定的貢獻。另也提到訪台前曾拜會多位關心陳前總統的美國參、眾議員，他們均支持探視陳前總統且希望陳前總統在服刑期間獲得人道的照顧。
曾任陳水扁辯護律師的鄭文龍多次在演講時提到，他推測正是因為這兩位美國議員要探視陳水扁，法務部自覺土城的環境太不人道不能被美國人知道，才趕在4月他們來台之前換監。

#### 兩次自殺事件
2013年4月19日，法務部將陳水扁轉送到台中培德病監。北榮郭正典醫師聲稱，移監前一晚，陳水扁聽聞將移監消息，企圖上吊自殺，被看護發現，救回一命。高雄長庚醫院榮譽副院長陳順勝說他於22日當天下午探視阿扁時，確實發現扁右側脖子有一道呈紅色的痕跡，矯正署否認陳水扁曾有自殺舉動。
2013年6月2日，陳水扁於臺中監獄，因不滿立法院通過會計法修正案，使顏清標除罪，在獄中浴室企圖自殺獲救。2日晚間九時許，陳水扁到舍房浴室洗澡，避開浴室監視器，以三條毛巾綁在一起，一頭懸掛在高度約六十四公分的水龍頭。他則坐在地上、斜躺雙手交叉扯毛巾勒頸企圖尋短，但因他發出乾嘔的聲響，引起看護注意，立刻入內將他救下。看護問他：「總統，你為什麼想不開？」扁答「喝花酒都可以除罪，為什麼當總統以國務機要費拚外交不能除罪？」才會想以毛巾自殺，表達心中的強烈不滿。看護立刻通報中監培德醫院醫護人員量測血壓、體溫、心跳等生命徵象，經檢視扁除血壓升高，身體無重大異狀。為安撫他的情緒，中監立即聯繫台中榮總精神科醫師林本堂在晚間十一時多前往看診，直到昨天凌晨零時多，扁情緒漸趨緩和後才離去。昨天則安排心理師、教誨師加強協談與輔導。
2013年6月3日，法務部矯正署發出新聞稿證實，但強調經檢視陳水扁身體無重大異狀。

#### 在台中培德情況惡化
疑似患有精神疾病的陳水扁，原本在北榮，每天有精神科醫生定期探視，號稱環境更好的台中培德，卻禁止精神科醫生探視陳水扁。
2013年2月24日，北榮醫師周元華研判陳水扁有「巴金森氏症」。
2013年7月13日，自4月移監台中培德以來，漏尿情況日趨嚴重，1天漏尿5、6次，已連續1、2個月，吃藥無效，因獄中無醫療設備，也找不到病因。
2013年12月14日，每小時停止呼吸的次數退化到30多次，進台中榮總醫院，第二次開刀治療呼吸中止症。 
2014年5月3日，臺大醫院醫師柯文哲表示：「陳水扁已經在包尿布了，把扁關在監獄對台灣社會的和諧也沒有幫助，中華民國政府應該思考讓扁回家。」

### 保外就醫及後續

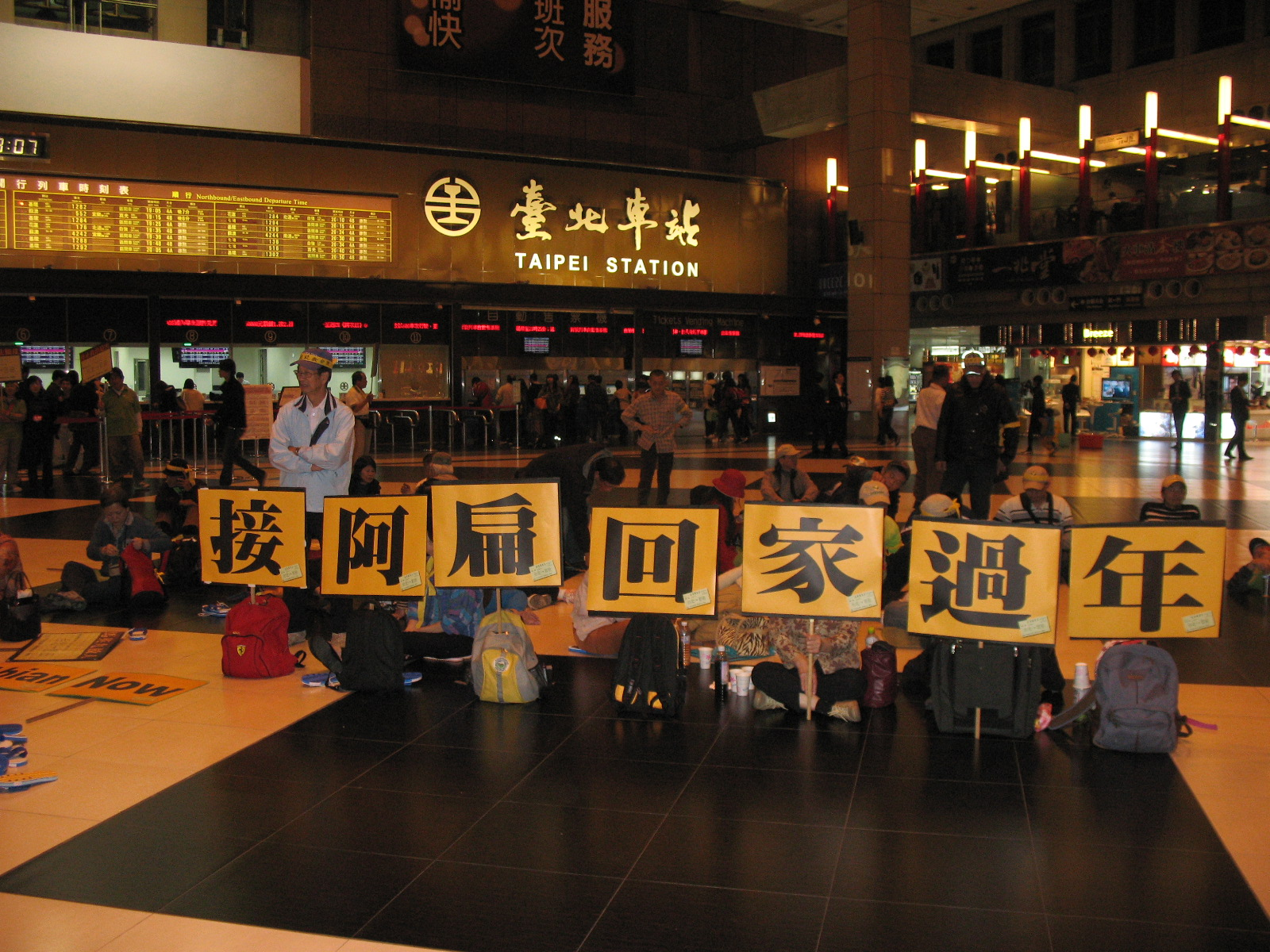
陳水扁支持者於2013年10月於台北車站一樓大廳靜坐訴求

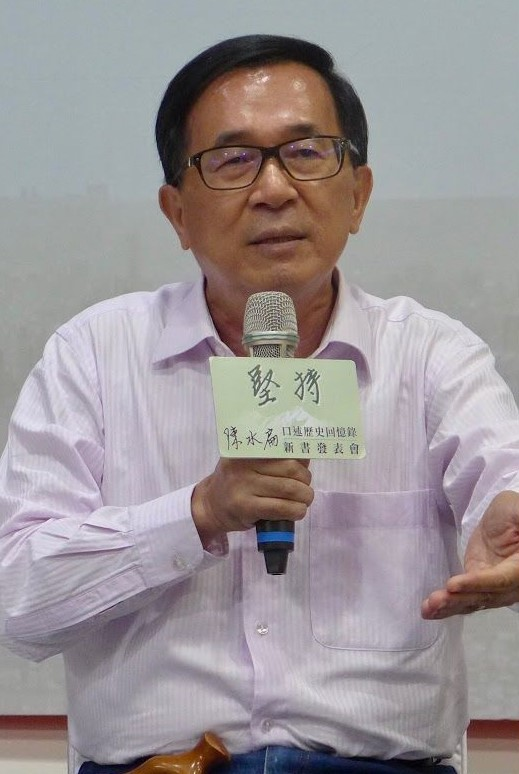
陳水扁於個人新書發表會上，2019年

對於處理陳水扁案之態度，2014年10月新頭殼報導，台灣太平洋發展協會理事長游盈隆聲稱民調顯示：63.7%贊成讓陳水扁居家療養，23.0%反對。關於政府反對讓陳水扁保外就醫或居家療養，20.6%認為適當，59.7%認為不適當。
2014年12月9日，官田部分民眾與部分民進黨黨員呼籲釋放陳水扁，其母更稱自己年歲已高，盼能早日望得子歸。2015年1月將戶籍從台北市遷到高雄市鼓山區，截至2017年10月仍居於高雄人文首璽。4月5日，政府核准其暫時出獄以進行保外就醫一個月，但禁止其从事政治活动。2月4日，法務部矯正署依《監獄行刑法》「在監不能為適當醫治」規定，參考基準第五點「病情複雜，難以控制，隨時有致死之危險」狀況，核准延長保外就醫至5月5日。
2月11日，高雄大寮監獄受刑人鄭立德等6人搶槍挾獄方持人員（典獄長、戒護科、獄警與替代役；即2015年高雄監獄挾持事件），並要求矯正署長在電視上念出他們的5項訴求，第1項訴求即認為「陳水扁裝病可以保外就醫，那就比照辦理一視同仁」，不過後來六人飲彈自殺。
5月1日，矯正署復核准延長保外就醫至8月4日，8月3日再核准延長保外就醫至11月4日，11月4日仍核准延長至2016年2月4日，不過禁止在2016年1月16日總統、立委大選時行使投票權。2016年2月4日法務部矯正署再依監獄行刑法核准延長保外就醫至2016年5月4日。5月20日，舉行蔡英文的總統就職典禮，按照慣例，蔡英文應會邀請身為前總統的陳水扁。不過，台中監獄表示，如陳前往觀禮，那就表示病情已改善，必須要回監服刑。
- 2016年10月高雄市一名麵包師傅黃士福在高雄市立美術館旁，拍攝陳水扁的散步照片、影片，表示「看起來不像生重病」，不過事後他的麵包店卻遭人檢舉，財政部高雄國稅局及衛生局相繼前往稽查，甚至還有人在臉書留言恐嚇，讓他激動的表示「今天我家裡面的人，如果發生什麼事情，我一定要找陳菊、陳水扁、陳致中討一個公道，他們都要負責！」[156][157]。
- 2016年12月24日，女兒陳幸妤在台南籌設的牙醫診所開幕，陳水扁在中監的同意下（只能致詞、不得演說、不得評論政治），入監八年首次發表公開言論[158]，並且讓女兒治療以及保養牙齒[159][160]。
- 2017年5月19日，陳水扁受邀出席凱達格蘭基金會募款餐會，在無違反不公開發言的要求下，透過錄影畫面致詞，並直指不可以將軍公教污名化，「和軍公教無情對立是不智的」[161]。
- 2017年7月7日上午11點，陳水扁出庭高等法院。
- 2017年9月29日，柯文哲在政論節目「少康戰情室」」接受專訪時，表示他在跟柯建銘談話時曾提到「那個阿扁那個病，他不用裝，他真的病了。他一開始是裝的，後來就變成真的病了」。[162]隔天柯澄清「正確說法是身心症，身體沒有病，是心情不好」，認為「陳水扁裝病」是標題殺人。
- 截至2019年4月，陳水扁保外就醫已延期17次。[163]

2019年11月20日，陳水扁受邀名列一邊一國行動黨2020年立法委員選舉不分區立委提名名單之列，但在12月13日，中央選舉委員會以「公職人員選舉罷免法」第26條規定為由認定陳水扁不符合參選資格。2020年1月12日，由於一邊一國行動黨政黨票得票率未超過5%，陳水扁宣布退出政壇。
2021年12月，因應新修正的律師法規定，法務部廢止陳水扁的律師證書，但陳水扁認為刑事判決、法務部作法都有問題，提告請求拿回律師證書，惟台北高等行政法院判定法務部認事用法無違誤，判其敗訴。

## 個人著作
| 年分   | 書籍名稱                                                     | 出版社         | 國際標準書號           |
| ------ | ------------------------------------------------------------ | -------------- | ---------------------- |
| 1992年 | 《穿過生死線》（共同執筆：曾繁蓉）                           | 太雅           | ISBN 957-932-921-4     |
| 1992年 | 《國防黑盒子與白皮書》（共同執筆：柯承亨）                   | 福爾摩沙基金會 | ISBN 957-970-306-2     |
| 1996年 | 《跨世紀兵法：陳水扁看國防政策與管理》（共同執筆：周婉菁）   | 時報文化       | ISBN 957132132X        |
| 1999年 | 《台灣之子：我的成長歷程、經營哲學和國家願景》               | 晨星出版       | ISBN 9575838096        |
| 2001年 | 《世紀首航：政黨輪替五百天的沉思》                           | 圓神出版社     | ISBN 9576076951        |
| 2004年 | 《相信台灣：阿扁總統向人民報告》                             | 圓神出版社     | ISBN 9861330054        |
| 2009年 | 《台灣的十字架》                                             | 凱達格蘭基金會 | ISBN 9789868505100     |
| 2009年 | 《關不住的聲音：阿扁坐監ㄟ五十張批》                         | 凱達格蘭基金會 | ISBN 9789868505117     |
| 2010年 | 《1.86坪的總統府》                                           | 凱達格蘭基金會 | ISBN 9789868505124     |
| 2019年 | 《堅持：陳水扁口述歷史回憶錄》（訪問：陳儀深、紀錄：彭孟濤） | 凱達格蘭基金會 | ISBN 978-986-850-513-1 |

## 榮譽
- 1996年榮獲韓國慶南大學榮譽法學博士、俄羅斯經濟學院榮譽經濟學博士。
- 2003年獲得「國際人權聯盟」頒贈的「人權獎章」[169]。

## 衍生作品

### 漫畫、戲劇、歌曲
- 陳水扁與吳淑珍曾發行名為「春天的花蕊」的競選文VHS版本宣錄影帶。
- 三立電視台在民國89年以陳水扁與吳淑珍故事為腳本的八點檔連續劇「阿扁與阿珍」播出。
- 2002年起由鄭如芳原作和賴有賢 / 阮光民作畫，以陳水扁為主角所畫的傳記漫畫《平民總統 阿扁》正式連載，全5卷。[170]

| 卷數 | 副標題     | 尖端出版社     | 尖端出版社        |
| 卷數 | 副標題     | 發售日期       | EAN               |
| ---- | ---------- | -------------- | ----------------- |
| 1    | 少年壯志   | 2003年2月12日  | EAN 4719863051710 |
| 2    | 珍愛一生   | 2003年3月24日  | EAN 4710614360754 |
| 3    | 正義出擊   | 2003年5月12日  | EAN 4710614360761 |
| 4    | 決戰台北   | 2003年8月18日  | EAN 4710614360778 |
| 5    | 打拚出頭天 | 2003年10月25日 | EAN 4710614360785 |

- 中国嘻哈歌手朱小磊于2006年2月24日在网络发表音乐影片《你好，陈水扁》，通过仿照《你好，周杰伦》以说唱形式、并配以Flash动画挖苦（英语：Diss (music)）陈水扁[171]。
- 由香港導演劉國昌執導，於2008年11月27日上映的電影《彈．道》；以《江湖情》為名於2009年1月9日在台灣上映。
- 中国中央电视台2009年制作的紀錄片《纪录专题：解密陈水扁》。纪录专题：解密陈水扁（视频） （页面存档备份，存于）
- friDay影音/公共電視台2020年的連續劇《國際橋牌社》當中立法委員陳木寬指代陳水扁。

### 相關文章及著作
| 年分   | 書籍名稱                                                                       | 作者                        | 出版社                                    | 國際標準書號       |
| ------ | ------------------------------------------------------------------------------ | --------------------------- | ----------------------------------------- | ------------------ |
| 1994年 | 《他們為什麼成功》                                                             | 吳伯雄、方梓                | 健行文化                                  | ISBN 9789579546553 |
| 1994年 | 《陳水扁震撼》                                                                 | 陶五柳                      | 大村出版                                  | ISBN 9789579356565 |
| 1994年 | 《木瓜乾與大冰箱：陳水扁的12個小故事》                                         | 林錦昌、徐文臺、吳宗璘      | 福爾摩沙基金會                            |                    |
| 1995年 | 《陳水扁選總統》                                                               | 米俊哲、陳威晶              | 九儀出版                                  | ISBN 9789578837515 |
| 1995年 | 《陳水扁贏的策略》                                                             | 陳世傑、李俊毅              | 台灣先智                                  | ISBN 9789578909250 |
| 1995年 | 《陳水扁執政的滋味》                                                           | 高天生                      | 希望出版                                  | ISBN 9789579243001 |
| 1995年 | 《快樂希望陳水扁：1994陳水扁台北市長選戰》                                     | 福爾摩沙基金會              | 月旦出版                                  | ISBN 9789576961830 |
| 1995年 | 《陳水扁兵法：1994台北市長勝選秘笈》                                           | 鄭聲、陳雪                  | 月旦出版                                  | ISBN 9789576961847 |
| 1998年 | 《走希望的路》                                                                 | 侯文詠、李豔秋              | 平安有聲                                  | EAN 4717065000109  |
| 1998年 | 《心想市成：陳水扁的宏觀啟示》                                                 | 呂政達                      | 大村出版                                  | ISBN 9789578431577 |
| 1998年 | 《陳水扁武功心法》                                                             | 林淑玲                      | 時報文化                                  | ISBN 9789571327082 |
| 1998年 | 《該出手時就出手：金魚缸裡的陳水扁》                                           | 劉寶傑、陳北威              | 商周出版                                  | ISBN 9789576672026 |
| 2000年 | 《走出金枝玉葉：阿扁嫂的故事》                                                 | 鍾年晃                      | 英特發出版                                | ISBN 9789579762137 |
| 2000年 | 《陳水扁的真面目》                                                             | 李敖、李慶元                | 李敖出版                                  | ISBN 9789575100803 |
| 2000年 | 《一根扁擔》                                                                   | 陳鵬宇                      | 勁報出版                                  | ISBN 9789579748322 |
| 2000年 | 《少年阿扁》                                                                   | 吳燈山                      | 文經出版社                                | ISBN 9789576632709 |
| 2000年 | 《拜驢為師》                                                                   | 孫觀漢                      | 九歌出版社                                | ISBN 9789575606862 |
| 2000年 | 《陳水扁震撼：阿扁總統的人生之旅》                                             | 陶五柳                      | 沛來出版                                  | ISBN 9789573095156 |
| 2000年 | 《台海無戰事》                                                                 | 沈野                        | 獨家出版                                  | ISBN 9789579488822 |
| 2000年 | 《破曉：陳水扁勝選大策略》                                                     | 張俊雄、邱義仁、游盈隆      | 時報文化                                  | ISBN 9789571331935 |
| 2000年 | 《誰破的了尹案？》                                                             | 溫紳                        | 權威出版                                  | ISBN 9789570463118 |
| 2000年 | 《戴兩個面具的陳水扁》                                                         | 許漢                        | 閱世界出版                                | ISBN 9789570407679 |
| 2000年 | 《權力遊戲荒謬劇：陳水扁混亂的180天》                                          | 周玉蔻、甯育華              | 商智文化                                  | ISBN 9576677912    |
| 2000年 | 《陳水扁與台灣民進黨》                                                         | 陳峰強、范玉周              | 北京群眾出版社                            |                    |
| 2000年 |                                                                                | Kagan, Richard C.（柯義耕） | Asia-Pacific Academic Exchange Foundation |                    |
|        | 《候選人形象研究：以兩千年總統大選候選人連戰、宋楚瑜、陳水扁為例》             | 陳信助                      | 淡江大學大眾傳播學系                      |                    |
| 2001年 | 《阿扁賣台咁無影？江澤民挺陳水扁金相大公開》                                   | 秦慧珠                      | 狠角色出版                                | ISBN 9789572087787 |
| 2001年 | 《權力的傲慢：陳水扁的總統之路》                                               | 胡忠信                      | 商智文化                                  | ISBN 9789576678448 |
| 2001年 | 《高手過招：郁慕明笑談九大政治明星》                                           | 郁慕明、蕭衡倩、羊曉東      | 天下文化                                  | ISBN 9789576218507 |
| 2001年 | 《總統府週記》                                                                 | 陳哲男                      | 圓神出版                                  | ISBN 9789576076800 |
| 2001年 | 《暗殺陳水扁：大衛王的密使》                                                   | 伴野朗 譯者：廖舜茹         | 台灣先智出版                              | ISBN 9799570482637 |
| 2001年 | 《兩岸關係：陳水扁的大陸政策》                                                 | 邵宗海                      | 生智出版                                  | ISBN 9789578183292 |
| 2001年 | 《尹清楓：陳水扁敢破尹案？》                                                   | 張友驊                      | 新高地文化                                | ISBN 9789578724150 |
| 2001年 | 《陳水扁時代：台灣·民進黨 從誕生到執政》                                       | 丸山勝 / 譯者：楊鴻儒       | 凱侖出版社                                |                    |
| 2001年 | 《全球化與台灣：陳水扁時代的主權、人權與安全》                                 | 王崑義                      | 創世文化                                  |                    |
| 2002年 | 《無悔：劇變年代的行動者》                                                     | 簡錫皆                      | 先覺出版                                  | ISBN 9789576077432 |
| 2002年 | 《阿扁執政五百天》                                                             | 李孟                        | 采竹文化                                  | ISBN 9789573009573 |
| 2002年 | 《戰鬥內閣》                                                                   | 陳維新、何世芳              | 本土出版                                  | ISBN 9799579906271 |
| 2002年 | 《總統開門：打開民主世紀之門》                                                 | 陳建仲、簡志宏              | 人物出版社                                | ISBN 9789867887009 |
| 2002年 | 《中美台風雲錄》                                                               | 陳毓鈞                      | 海峽學術出版                              | ISBN 9789572040041 |
| 2002年 | 《掘起 霸權 分裂》                                                             | 韓江                        | 海峽學術出版                              | ISBN 9789572040355 |
| 2002年 | 《草莽的力量》                                                                 | 周天瑞                      | 商周出版                                  | ISBN 9789867892881 |
| 2002年 | 《整合行銷傳播在候選人網站之運用：以2000年總統大選陳水扁總統競選網站為例》     | 洪聖惠                      | 中國文化大學新聞研究所                    |                    |
| 2003年 | 《留聲：黃信介密錄》                                                           | 陳麗莎、黃光芹              | 華谷文化                                  | ISBN 9789572884539 |
| 2003年 | 《逐鹿台灣2004：藍綠大對抗》                                                   | 夏珍                        | 商訊文化                                  | ISBN 9789578733671 |
| 2003年 | 《陳水扁主政台灣總評估》                                                       | 李家泉                      | 海峽學術出版                              | ISBN 9789572040621 |
| 2003年 | 《總統民選後行政與立法互動關係下的大陸政策：李登輝時期與陳水扁政府的比較研究》 | 田麗虹                      | 淡江大學大陸研究所                        |                    |
| 2003年 | 《陳水扁的「一邊一國論」語藝分析：認同與論辯》                                 | 徐文興                      | 世新大學傳播研究所                        |                    |
| 2004年 | 《台灣總統候選人：兩岸虛擬政治的探索》                                         | 黃鴻都                      | 讀冊文化                                  | ISBN 9789573000983 |
| 2004年 | 《關鍵年代：陳水扁執政風雲》                                                   | 陳淞山                      | 新自然主義出版                            | ISBN 9789576965418 |
| 2004年 | 《綠色王朝》                                                                   | 鍾慕唐                      | 米羅文化                                  | ISBN 9789572986943 |
| 2004年 | 《陳水扁總統之兩岸政策（2000-2004）》                                          | 鍾源旺                      | 國立中正大學                              |                    |
| 2004年 | 《》                                                                           | 佐籐幸人、竹內孝之          | 日本貿易振興機構亞洲經濟研究所            |                    |
| 2004年 | 《陳水扁於台灣定位言論之論辯分析》                                             | 許銘峰                      | 輔仁大學大眾傳播學研究所                  |                    |

## 廣播節目
- 《有夢上水》（微微笑廣播網） - 星期日10:00-11:00[172]

## 外部連結
- 陳水扁的Facebook專頁
- 陳水扁新勇哥物語的Facebook專頁
- YouTube上的陳水扁頻道
- 陳水扁的Instagram帳戶
- 陳水扁的Threads帳戶

| 中華民國國家元首                   | 中華民國國家元首                                              | 中華民國國家元首                   |
| ---------------------------------- | ------------------------------------------------------------- | ---------------------------------- |
| 前任： 李登輝                      | 中華民國總統 第十、十一屆 2000年5月20日－2008年5月20日        | 繼任： 馬英九                      |
| 中華民國政府職務                   |                                                               |                                    |
| 臺北市政府                         |                                                               |                                    |
| 前任： 黃大洲                      | 臺北市市長 直轄市民選第一屆 1994年12月25日－1998年12月25日    | 繼任： 馬英九                      |
| 政党职务                           |                                                               |                                    |
| 民主進步黨                         |                                                               |                                    |
| 前任： 謝長廷                      | 民主進步黨主席 第十、十一屆 2002年7月21日－2004年12月11日     | 繼任： 柯建銘（代理） 補選：蘇貞昌 |
| 前任： 蔡同榮（代理） 正任：游錫堃 | 民主進步黨主席 第十一屆（回任） 2007年10月15日－2008年1月12日 | 繼任： 謝長廷（代理） 正任：蔡英文 |